# Llista d'asteroides (253001-254000)
Llista d'asteroides del 253.001 al 254.000, amb data de descoberta i descobridor. És un fragment de la llista d'asteroides completa. Als asteroides se'ls dona un número quan es confirma la seva òrbita, per tant apareixen llistats aproximadament segons la data de descobriment.

## 253001-253100
| Nom    | Designació provisional | Data de descobriment   | Lloc de descobriment | Descobridor/s               |
| ------ | ---------------------- | ---------------------- | -------------------- | --------------------------- |
| 253001 | 2002 RS38              | 5 de setembre de 2002  | Anderson Mesa        | LONEOS                      |
| 253002 | 2002 RU39              | 5 de setembre de 2002  | Anderson Mesa        | LONEOS                      |
| 253003 | 2002 RN40              | 5 de setembre de 2002  | Socorro              | LINEAR                      |
| 253004 | 2002 RQ40              | 5 de setembre de 2002  | Socorro              | LINEAR                      |
| 253005 | 2002 RA47              | 5 de setembre de 2002  | Socorro              | LINEAR                      |
| 253006 | 2002 RH66              | 6 de setembre de 2002  | Socorro              | LINEAR                      |
| 253007 | 2002 RD81              | 5 de setembre de 2002  | Socorro              | LINEAR                      |
| 253008 | 2002 RE97              | 5 de setembre de 2002  | Socorro              | LINEAR                      |
| 253009 | 2002 RV99              | 5 de setembre de 2002  | Socorro              | LINEAR                      |
| 253010 | 2002 RQ108             | 5 de setembre de 2002  | Haleakala            | NEAT                        |
| 253011 | 2002 RN111             | 6 de setembre de 2002  | Socorro              | LINEAR                      |
| 253012 | 2002 RD114             | 5 de setembre de 2002  | Socorro              | LINEAR                      |
| 253013 | 2002 RX120             | 7 de setembre de 2002  | Socorro              | LINEAR                      |
| 253014 | 2002 RC125             | 7 de setembre de 2002  | Socorro              | LINEAR                      |
| 253015 | 2002 RP129             | 11 de setembre de 2002 | Drebach              | Drebach                     |
| 253016 | 2002 RA161             | 12 de setembre de 2002 | Palomar              | NEAT                        |
| 253017 | 2002 RA175             | 13 de setembre de 2002 | Palomar              | NEAT                        |
| 253018 | 2002 RJ191             | 13 de setembre de 2002 | Anderson Mesa        | LONEOS                      |
| 253019 | 2002 RC195             | 12 de setembre de 2002 | Palomar              | NEAT                        |
| 253020 | 2002 RG195             | 12 de setembre de 2002 | Palomar              | NEAT                        |
| 253021 | 2002 RH202             | 13 de setembre de 2002 | Palomar              | NEAT                        |
| 253022 | 2002 RX230             | 15 de setembre de 2002 | Haleakala            | NEAT                        |
| 253023 | 2002 RO241             | 8 de setembre de 2002  | Haleakala            | R. Matson                   |
| 253024 | 2002 RU242             | 14 de setembre de 2002 | Palomar              | NEAT                        |
| 253025 | 2002 RO245             | 14 de setembre de 2002 | Palomar              | NEAT                        |
| 253026 | 2002 RZ247             | 8 de setembre de 2002  | Haleakala            | NEAT                        |
| 253027 | 2002 RJ253             | 14 de setembre de 2002 | Palomar              | NEAT                        |
| 253028 | 2002 RE256             | 13 de setembre de 2002 | Palomar              | NEAT                        |
| 253029 | 2002 RF261             | 11 de setembre de 2002 | Palomar              | NEAT                        |
| 253030 | 2002 RV261             | 13 de setembre de 2002 | Anderson Mesa        | LONEOS                      |
| 253031 | 2002 RJ262             | 13 de setembre de 2002 | Palomar              | NEAT                        |
| 253032 | 2002 RN272             | 4 de setembre de 2002  | Palomar              | NEAT                        |
| 253033 | 2002 RC275             | 4 de setembre de 2002  | Palomar              | NEAT                        |
| 253034 | 2002 SU2               | 27 de setembre de 2002 | Palomar              | NEAT                        |
| 253035 | 2002 SC7               | 27 de setembre de 2002 | Palomar              | NEAT                        |
| 253036 | 2002 SP17              | 26 de setembre de 2002 | Palomar              | NEAT                        |
| 253037 | 2002 SR19              | 28 de setembre de 2002 | Goodricke-Pigott     | R. A. Tucker                |
| 253038 | 2002 SD23              | 27 de setembre de 2002 | Palomar              | NEAT                        |
| 253039 | 2002 SC24              | 27 de setembre de 2002 | Anderson Mesa        | LONEOS                      |
| 253040 | 2002 SJ27              | 29 de setembre de 2002 | Haleakala            | NEAT                        |
| 253041 | 2002 SV32              | 28 de setembre de 2002 | Haleakala            | NEAT                        |
| 253042 | 2002 SD35              | 29 de setembre de 2002 | Haleakala            | NEAT                        |
| 253043 | 2002 SE37              | 29 de setembre de 2002 | Haleakala            | NEAT                        |
| 253044 | 2002 SM41              | 29 de setembre de 2002 | Haleakala            | NEAT                        |
| 253045 | 2002 SZ41              | 28 de setembre de 2002 | Palomar              | NEAT                        |
| 253046 | 2002 SC51              | 25 de setembre de 2002 | Kvistaberg           | Uppsala-DLR Asteroid Survey |
| 253047 | 2002 SG56              | 30 de setembre de 2002 | Socorro              | LINEAR                      |
| 253048 | 2002 SG59              | 16 de setembre de 2002 | Haleakala            | NEAT                        |
| 253049 | 2002 TD                | 1 d'octubre de 2002    | Anderson Mesa        | LONEOS                      |
| 253050 | 2002 TG2               | 1 d'octubre de 2002    | Anderson Mesa        | LONEOS                      |
| 253051 | 2002 TV14              | 1 d'octubre de 2002    | Anderson Mesa        | LONEOS                      |
| 253052 | 2002 TN26              | 2 d'octubre de 2002    | Socorro              | LINEAR                      |
| 253053 | 2002 TX26              | 2 d'octubre de 2002    | Socorro              | LINEAR                      |
| 253054 | 2002 TJ42              | 2 d'octubre de 2002    | Socorro              | LINEAR                      |
| 253055 | 2002 TG46              | 2 d'octubre de 2002    | Socorro              | LINEAR                      |
| 253056 | 2002 TG48              | 2 d'octubre de 2002    | Socorro              | LINEAR                      |
| 253057 | 2002 TK48              | 2 d'octubre de 2002    | Socorro              | LINEAR                      |
| 253058 | 2002 TT59              | 4 d'octubre de 2002    | Socorro              | LINEAR                      |
| 253059 | 2002 TK66              | 3 d'octubre de 2002    | Socorro              | LINEAR                      |
| 253060 | 2002 TF68              | 7 d'octubre de 2002    | Socorro              | LINEAR                      |
| 253061 | 2002 TV69              | 10 d'octubre de 2002   | Eskridge             | G. Hug                      |
| 253062 | 2002 TC70              | 10 d'octubre de 2002   | Socorro              | LINEAR                      |
| 253063 | 2002 TY73              | 3 d'octubre de 2002    | Palomar              | NEAT                        |
| 253064 | 2002 TO80              | 1 d'octubre de 2002    | Anderson Mesa        | LONEOS                      |
| 253065 | 2002 TA84              | 2 d'octubre de 2002    | Haleakala            | NEAT                        |
| 253066 | 2002 TJ85              | 2 d'octubre de 2002    | Haleakala            | NEAT                        |
| 253067 | 2002 TZ93              | 3 d'octubre de 2002    | Socorro              | LINEAR                      |
| 253068 | 2002 TB96              | 3 d'octubre de 2002    | Palomar              | NEAT                        |
| 253069 | 2002 TG110             | 2 d'octubre de 2002    | Haleakala            | NEAT                        |
| 253070 | 2002 TV113             | 3 d'octubre de 2002    | Palomar              | NEAT                        |
| 253071 | 2002 TG127             | 4 d'octubre de 2002    | Palomar              | NEAT                        |
| 253072 | 2002 TL127             | 4 d'octubre de 2002    | Palomar              | NEAT                        |
| 253073 | 2002 TL130             | 4 d'octubre de 2002    | Socorro              | LINEAR                      |
| 253074 | 2002 TK139             | 4 d'octubre de 2002    | Anderson Mesa        | LONEOS                      |
| 253075 | 2002 TD166             | 3 d'octubre de 2002    | Palomar              | NEAT                        |
| 253076 | 2002 TD167             | 3 d'octubre de 2002    | Palomar              | NEAT                        |
| 253077 | 2002 TJ183             | 4 d'octubre de 2002    | Socorro              | LINEAR                      |
| 253078 | 2002 TA184             | 4 d'octubre de 2002    | Socorro              | LINEAR                      |
| 253079 | 2002 TL205             | 4 d'octubre de 2002    | Socorro              | LINEAR                      |
| 253080 | 2002 TV206             | 4 d'octubre de 2002    | Socorro              | LINEAR                      |
| 253081 | 2002 TO208             | 4 d'octubre de 2002    | Socorro              | LINEAR                      |
| 253082 | 2002 TN210             | 7 d'octubre de 2002    | Socorro              | LINEAR                      |
| 253083 | 2002 TH212             | 7 d'octubre de 2002    | Haleakala            | NEAT                        |
| 253084 | 2002 TK222             | 7 d'octubre de 2002    | Socorro              | LINEAR                      |
| 253085 | 2002 TG227             | 8 d'octubre de 2002    | Anderson Mesa        | LONEOS                      |
| 253086 | 2002 TD237             | 6 d'octubre de 2002    | Socorro              | LINEAR                      |
| 253087 | 2002 TC242             | 9 d'octubre de 2002    | Anderson Mesa        | LONEOS                      |
| 253088 | 2002 TG247             | 10 d'octubre de 2002   | Palomar              | NEAT                        |
| 253089 | 2002 TE251             | 7 d'octubre de 2002    | Socorro              | LINEAR                      |
| 253090 | 2002 TY251             | 8 d'octubre de 2002    | Anderson Mesa        | LONEOS                      |
| 253091 | 2002 TZ251             | 8 d'octubre de 2002    | Anderson Mesa        | LONEOS                      |
| 253092 | 2002 TW260             | 9 d'octubre de 2002    | Socorro              | LINEAR                      |
| 253093 | 2002 TY263             | 10 d'octubre de 2002   | Socorro              | LINEAR                      |
| 253094 | 2002 TK267             | 10 d'octubre de 2002   | Socorro              | LINEAR                      |
| 253095 | 2002 TH270             | 9 d'octubre de 2002    | Socorro              | LINEAR                      |
| 253096 | 2002 TZ271             | 9 d'octubre de 2002    | Socorro              | LINEAR                      |
| 253097 | 2002 TS273             | 9 d'octubre de 2002    | Socorro              | LINEAR                      |
| 253098 | 2002 TH286             | 10 d'octubre de 2002   | Socorro              | LINEAR                      |
| 253099 | 2002 TC304             | 4 d'octubre de 2002    | Apache Point         | Sloan Digital Sky Survey    |
| 253100 | 2002 TA339             | 5 d'octubre de 2002    | Apache Point         | Sloan Digital Sky Survey    |

## 253101-253200
| Nom    | Designació provisional | Data de descobriment   | Lloc de descobriment | Descobridor/s            |
| ------ | ---------------------- | ---------------------- | -------------------- | ------------------------ |
| 253101 | 2002 TO354             | 10 d'octubre de 2002   | Apache Point         | Sloan Digital Sky Survey |
| 253102 | 2002 TG377             | 9 d'octubre de 2002    | Palomar              | NEAT                     |
| 253103 | 2002 TL383             | 15 d'octubre de 2002   | Palomar              | NEAT                     |
| 253104 | 2002 UP                | 25 d'octubre de 2002   | Pla D'Arguines       | Pla D'Arguines           |
| 253105 | 2002 UW2               | 28 d'octubre de 2002   | Socorro              | LINEAR                   |
| 253106 | 2002 UR3               | 29 d'octubre de 2002   | Palomar              | NEAT                     |
| 253107 | 2002 UK4               | 28 d'octubre de 2002   | Socorro              | LINEAR                   |
| 253108 | 2002 UO6               | 28 d'octubre de 2002   | Palomar              | NEAT                     |
| 253109 | 2002 UC12              | 30 d'octubre de 2002   | Socorro              | LINEAR                   |
| 253110 | 2002 US15              | 30 d'octubre de 2002   | Palomar              | NEAT                     |
| 253111 | 2002 UG17              | 28 d'octubre de 2002   | Haleakala            | NEAT                     |
| 253112 | 2002 UV27              | 31 d'octubre de 2002   | Palomar              | NEAT                     |
| 253113 | 2002 UN38              | 31 d'octubre de 2002   | Anderson Mesa        | LONEOS                   |
| 253114 | 2002 UD50              | 31 d'octubre de 2002   | Socorro              | LINEAR                   |
| 253115 | 2002 UW62              | 30 d'octubre de 2002   | Apache Point         | Sloan Digital Sky Survey |
| 253116 | 2002 UX69              | 29 d'octubre de 2002   | Apache Point         | Sloan Digital Sky Survey |
| 253117 | 2002 UU70              | 31 d'octubre de 2002   | Palomar              | NEAT                     |
| 253118 | 2002 US76              | 16 d'octubre de 2002   | Palomar              | NEAT                     |
| 253119 | 2002 UT78              | 28 d'octubre de 2002   | Palomar              | NEAT                     |
| 253120 | 2002 VT1               | 2 de novembre de 2002  | La Palma             | La Palma                 |
| 253121 | 2002 VD4               | 2 de novembre de 2002  | Haleakala            | NEAT                     |
| 253122 | 2002 VN8               | 1 de novembre de 2002  | Palomar              | NEAT                     |
| 253123 | 2002 VG9               | 1 de novembre de 2002  | Palomar              | NEAT                     |
| 253124 | 2002 VU11              | 1 de novembre de 2002  | Palomar              | NEAT                     |
| 253125 | 2002 VY11              | 1 de novembre de 2002  | Haleakala            | NEAT                     |
| 253126 | 2002 VV13              | 3 de novembre de 2002  | Socorro              | LINEAR                   |
| 253127 | 2002 VA14              | 5 de novembre de 2002  | Socorro              | LINEAR                   |
| 253128 | 2002 VP14              | 6 de novembre de 2002  | Socorro              | LINEAR                   |
| 253129 | 2002 VQ15              | 7 de novembre de 2002  | Socorro              | LINEAR                   |
| 253130 | 2002 VU19              | 4 de novembre de 2002  | Powell               | Powell                   |
| 253131 | 2002 VJ20              | 4 de novembre de 2002  | Haleakala            | NEAT                     |
| 253132 | 2002 VO23              | 5 de novembre de 2002  | Socorro              | LINEAR                   |
| 253133 | 2002 VT25              | 5 de novembre de 2002  | Socorro              | LINEAR                   |
| 253134 | 2002 VC30              | 5 de novembre de 2002  | Socorro              | LINEAR                   |
| 253135 | 2002 VG40              | 5 de novembre de 2002  | Fountain Hills       | Fountain Hills           |
| 253136 | 2002 VC43              | 4 de novembre de 2002  | Palomar              | NEAT                     |
| 253137 | 2002 VF46              | 5 de novembre de 2002  | Palomar              | NEAT                     |
| 253138 | 2002 VW46              | 5 de novembre de 2002  | Palomar              | NEAT                     |
| 253139 | 2002 VU47              | 5 de novembre de 2002  | Socorro              | LINEAR                   |
| 253140 | 2002 VL60              | 3 de novembre de 2002  | Haleakala            | NEAT                     |
| 253141 | 2002 VW60              | 4 de novembre de 2002  | Palomar              | NEAT                     |
| 253142 | 2002 VP62              | 5 de novembre de 2002  | Palomar              | NEAT                     |
| 253143 | 2002 VN63              | 6 de novembre de 2002  | Anderson Mesa        | LONEOS                   |
| 253144 | 2002 VG67              | 7 de novembre de 2002  | Socorro              | LINEAR                   |
| 253145 | 2002 VT71              | 7 de novembre de 2002  | Socorro              | LINEAR                   |
| 253146 | 2002 VC72              | 7 de novembre de 2002  | Socorro              | LINEAR                   |
| 253147 | 2002 VJ72              | 7 de novembre de 2002  | Socorro              | LINEAR                   |
| 253148 | 2002 VQ76              | 7 de novembre de 2002  | Socorro              | LINEAR                   |
| 253149 | 2002 VD79              | 7 de novembre de 2002  | Socorro              | LINEAR                   |
| 253150 | 2002 VA80              | 7 de novembre de 2002  | Socorro              | LINEAR                   |
| 253151 | 2002 VL80              | 7 de novembre de 2002  | Socorro              | LINEAR                   |
| 253152 | 2002 VF84              | 7 de novembre de 2002  | Socorro              | LINEAR                   |
| 253153 | 2002 VM94              | 12 de novembre de 2002 | Socorro              | LINEAR                   |
| 253154 | 2002 VB103             | 12 de novembre de 2002 | Socorro              | LINEAR                   |
| 253155 | 2002 VV103             | 12 de novembre de 2002 | Socorro              | LINEAR                   |
| 253156 | 2002 VJ109             | 12 de novembre de 2002 | Socorro              | LINEAR                   |
| 253157 | 2002 VN109             | 12 de novembre de 2002 | Socorro              | LINEAR                   |
| 253158 | 2002 VU120             | 12 de novembre de 2002 | Palomar              | NEAT                     |
| 253159 | 2002 VJ121             | 12 de novembre de 2002 | Palomar              | NEAT                     |
| 253160 | 2002 VL121             | 12 de novembre de 2002 | Palomar              | NEAT                     |
| 253161 | 2002 VL123             | 13 de novembre de 2002 | Palomar              | NEAT                     |
| 253162 | 2002 VK136             | 11 de novembre de 2002 | Socorro              | LINEAR                   |
| 253163 | 2002 VQ146             | 4 de novembre de 2002  | Palomar              | NEAT                     |
| 253164 | 2002 WV                | 21 de novembre de 2002 | Palomar              | NEAT                     |
| 253165 | 2002 WV14              | 28 de novembre de 2002 | Anderson Mesa        | LONEOS                   |
| 253166 | 2002 WV15              | 28 de novembre de 2002 | Anderson Mesa        | LONEOS                   |
| 253167 | 2002 WY15              | 28 de novembre de 2002 | Anderson Mesa        | LONEOS                   |
| 253168 | 2002 WL16              | 28 de novembre de 2002 | Haleakala            | NEAT                     |
| 253169 | 2002 WS17              | 30 de novembre de 2002 | Socorro              | LINEAR                   |
| 253170 | 2002 WJ19              | 25 de novembre de 2002 | Palomar              | S. F. Hoenig             |
| 253171 | 2002 WP24              | 16 de novembre de 2002 | Palomar              | NEAT                     |
| 253172 | 2002 WJ25              | 25 de novembre de 2002 | Palomar              | NEAT                     |
| 253173 | 2002 WV25              | 16 de novembre de 2002 | Palomar              | NEAT                     |
| 253174 | 2002 XQ1               | 1 de desembre de 2002  | Socorro              | LINEAR                   |
| 253175 | 2002 XK2               | 1 de desembre de 2002  | Socorro              | LINEAR                   |
| 253176 | 2002 XD3               | 1 de desembre de 2002  | Socorro              | LINEAR                   |
| 253177 | 2002 XS9               | 2 de desembre de 2002  | Socorro              | LINEAR                   |
| 253178 | 2002 XY9               | 2 de desembre de 2002  | Socorro              | LINEAR                   |
| 253179 | 2002 XU11              | 3 de desembre de 2002  | Palomar              | NEAT                     |
| 253180 | 2002 XK13              | 3 de desembre de 2002  | Haleakala            | NEAT                     |
| 253181 | 2002 XP16              | 3 de desembre de 2002  | Palomar              | NEAT                     |
| 253182 | 2002 XX16              | 3 de desembre de 2002  | Palomar              | NEAT                     |
| 253183 | 2002 XK18              | 5 de desembre de 2002  | Socorro              | LINEAR                   |
| 253184 | 2002 XT18              | 5 de desembre de 2002  | Socorro              | LINEAR                   |
| 253185 | 2002 XC22              | 3 de desembre de 2002  | Palomar              | NEAT                     |
| 253186 | 2002 XH24              | 5 de desembre de 2002  | Socorro              | LINEAR                   |
| 253187 | 2002 XX25              | 5 de desembre de 2002  | Socorro              | LINEAR                   |
| 253188 | 2002 XW26              | 3 de desembre de 2002  | Palomar              | NEAT                     |
| 253189 | 2002 XZ29              | 5 de desembre de 2002  | Socorro              | LINEAR                   |
| 253190 | 2002 XL36              | 6 de desembre de 2002  | Socorro              | LINEAR                   |
| 253191 | 2002 XM42              | 6 de desembre de 2002  | Socorro              | LINEAR                   |
| 253192 | 2002 XQ45              | 10 de desembre de 2002 | Socorro              | LINEAR                   |
| 253193 | 2002 XU45              | 10 de desembre de 2002 | Socorro              | LINEAR                   |
| 253194 | 2002 XP51              | 10 de desembre de 2002 | Socorro              | LINEAR                   |
| 253195 | 2002 XB55              | 10 de desembre de 2002 | Palomar              | NEAT                     |
| 253196 | 2002 XW55              | 10 de desembre de 2002 | Palomar              | NEAT                     |
| 253197 | 2002 XN57              | 10 de desembre de 2002 | Palomar              | NEAT                     |
| 253198 | 2002 XO60              | 10 de desembre de 2002 | Socorro              | LINEAR                   |
| 253199 | 2002 XA65              | 12 de desembre de 2002 | Socorro              | LINEAR                   |
| 253200 | 2002 XW69              | 5 de desembre de 2002  | Socorro              | LINEAR                   |

## 253201-253300
| Nom    | Designació provisional | Data de descobriment   | Lloc de descobriment | Descobridor/s            |
| ------ | ---------------------- | ---------------------- | -------------------- | ------------------------ |
| 253201 | 2002 XP70              | 10 de desembre de 2002 | Socorro              | LINEAR                   |
| 253202 | 2002 XY73              | 11 de desembre de 2002 | Socorro              | LINEAR                   |
| 253203 | 2002 XO74              | 11 de desembre de 2002 | Socorro              | LINEAR                   |
| 253204 | 2002 XL75              | 11 de desembre de 2002 | Socorro              | LINEAR                   |
| 253205 | 2002 XT77              | 11 de desembre de 2002 | Socorro              | LINEAR                   |
| 253206 | 2002 XL80              | 11 de desembre de 2002 | Socorro              | LINEAR                   |
| 253207 | 2002 XU80              | 11 de desembre de 2002 | Socorro              | LINEAR                   |
| 253208 | 2002 XP82              | 12 de desembre de 2002 | Palomar              | NEAT                     |
| 253209 | 2002 XX85              | 11 de desembre de 2002 | Socorro              | LINEAR                   |
| 253210 | 2002 XQ89              | 10 de desembre de 2002 | Bergisch Gladbac     | W. Bickel                |
| 253211 | 2002 XV92              | 5 de desembre de 2002  | Socorro              | LINEAR                   |
| 253212 | 2002 XC99              | 5 de desembre de 2002  | Socorro              | LINEAR                   |
| 253213 | 2002 XU103             | 5 de desembre de 2002  | Socorro              | LINEAR                   |
| 253214 | 2002 XM107             | 5 de desembre de 2002  | Socorro              | LINEAR                   |
| 253215 | 2002 XO112             | 6 de desembre de 2002  | Socorro              | LINEAR                   |
| 253216 | 2002 XW113             | 10 de desembre de 2002 | Socorro              | LINEAR                   |
| 253217 | 2002 XB116             | 5 de desembre de 2002  | Palomar              | NEAT                     |
| 253218 | 2002 XD116             | 5 de desembre de 2002  | Socorro              | LINEAR                   |
| 253219 | 2002 XC117             | 14 de desembre de 2002 | Apache Point         | Sloan Digital Sky Survey |
| 253220 | 2002 YC2               | 27 de desembre de 2002 | Socorro              | LINEAR                   |
| 253221 | 2002 YL2               | 28 de desembre de 2002 | Pla D'Arguines       | Pla D'Arguines           |
| 253222 | 2002 YU2               | 28 de desembre de 2002 | Socorro              | LINEAR                   |
| 253223 | 2002 YV5               | 27 de desembre de 2002 | Anderson Mesa        | LONEOS                   |
| 253224 | 2002 YA6               | 28 de desembre de 2002 | Needville            | Needville                |
| 253225 | 2002 YU8               | 31 de desembre de 2002 | Socorro              | LINEAR                   |
| 253226 | 2002 YV9               | 31 de desembre de 2002 | Socorro              | LINEAR                   |
| 253227 | 2002 YF11              | 31 de desembre de 2002 | Socorro              | LINEAR                   |
| 253228 | 2002 YZ16              | 31 de desembre de 2002 | Socorro              | LINEAR                   |
| 253229 | 2002 YQ19              | 31 de desembre de 2002 | Socorro              | LINEAR                   |
| 253230 | 2002 YT19              | 31 de desembre de 2002 | Socorro              | LINEAR                   |
| 253231 | 2002 YE21              | 31 de desembre de 2002 | Socorro              | LINEAR                   |
| 253232 | 2002 YZ21              | 31 de desembre de 2002 | Socorro              | LINEAR                   |
| 253233 | 2002 YC25              | 31 de desembre de 2002 | Socorro              | LINEAR                   |
| 253234 | 2002 YX31              | 31 de desembre de 2002 | Socorro              | LINEAR                   |
| 253235 | 2002 YB36              | 31 de desembre de 2002 | Socorro              | LINEAR                   |
| 253236 | 2003 AU6               | 2 de gener de 2003     | Socorro              | LINEAR                   |
| 253237 | 2003 AT14              | 2 de gener de 2003     | Anderson Mesa        | LONEOS                   |
| 253238 | 2003 AX14              | 2 de gener de 2003     | Socorro              | LINEAR                   |
| 253239 | 2003 AY14              | 2 de gener de 2003     | Socorro              | LINEAR                   |
| 253240 | 2003 AZ17              | 5 de gener de 2003     | Anderson Mesa        | LONEOS                   |
| 253241 | 2003 AB18              | 5 de gener de 2003     | Anderson Mesa        | LONEOS                   |
| 253242 | 2003 AX21              | 5 de gener de 2003     | Socorro              | LINEAR                   |
| 253243 | 2003 AP22              | 5 de gener de 2003     | Socorro              | LINEAR                   |
| 253244 | 2003 AJ24              | 4 de gener de 2003     | Socorro              | LINEAR                   |
| 253245 | 2003 AU27              | 4 de gener de 2003     | Socorro              | LINEAR                   |
| 253246 | 2003 AQ30              | 4 de gener de 2003     | Socorro              | LINEAR                   |
| 253247 | 2003 AW32              | 5 de gener de 2003     | Anderson Mesa        | LONEOS                   |
| 253248 | 2003 AB35              | 7 de gener de 2003     | Socorro              | LINEAR                   |
| 253249 | 2003 AG40              | 7 de gener de 2003     | Socorro              | LINEAR                   |
| 253250 | 2003 AJ43              | 5 de gener de 2003     | Socorro              | LINEAR                   |
| 253251 | 2003 AZ46              | 5 de gener de 2003     | Socorro              | LINEAR                   |
| 253252 | 2003 AW47              | 5 de gener de 2003     | Socorro              | LINEAR                   |
| 253253 | 2003 AN53              | 5 de gener de 2003     | Socorro              | LINEAR                   |
| 253254 | 2003 AB54              | 5 de gener de 2003     | Socorro              | LINEAR                   |
| 253255 | 2003 AW55              | 5 de gener de 2003     | Socorro              | LINEAR                   |
| 253256 | 2003 AR56              | 5 de gener de 2003     | Socorro              | LINEAR                   |
| 253257 | 2003 AZ56              | 5 de gener de 2003     | Socorro              | LINEAR                   |
| 253258 | 2003 AF58              | 5 de gener de 2003     | Socorro              | LINEAR                   |
| 253259 | 2003 AM58              | 5 de gener de 2003     | Socorro              | LINEAR                   |
| 253260 | 2003 AT58              | 5 de gener de 2003     | Socorro              | LINEAR                   |
| 253261 | 2003 AX59              | 5 de gener de 2003     | Socorro              | LINEAR                   |
| 253262 | 2003 AA60              | 5 de gener de 2003     | Socorro              | LINEAR                   |
| 253263 | 2003 AZ60              | 7 de gener de 2003     | Socorro              | LINEAR                   |
| 253264 | 2003 AH63              | 8 de gener de 2003     | Socorro              | LINEAR                   |
| 253265 | 2003 AV65              | 7 de gener de 2003     | Socorro              | LINEAR                   |
| 253266 | 2003 AQ66              | 7 de gener de 2003     | Socorro              | LINEAR                   |
| 253267 | 2003 AD69              | 9 de gener de 2003     | Socorro              | LINEAR                   |
| 253268 | 2003 AH69              | 9 de gener de 2003     | Socorro              | LINEAR                   |
| 253269 | 2003 AR70              | 10 de gener de 2003    | Socorro              | LINEAR                   |
| 253270 | 2003 AD72              | 10 de gener de 2003    | Socorro              | LINEAR                   |
| 253271 | 2003 AU76              | 10 de gener de 2003    | Socorro              | LINEAR                   |
| 253272 | 2003 AC78              | 10 de gener de 2003    | Socorro              | LINEAR                   |
| 253273 | 2003 AL80              | 10 de gener de 2003    | Socorro              | LINEAR                   |
| 253274 | 2003 AF92              | 7 de gener de 2003     | Socorro              | LINEAR                   |
| 253275 | 2003 AK94              | 11 de gener de 2003    | Socorro              | LINEAR                   |
| 253276 | 2003 BO3               | 23 de gener de 2003    | La Silla             | A. Boattini, H. Scholl   |
| 253277 | 2003 BL4               | 25 de gener de 2003    | La Silla             | A. Boattini, H. Scholl   |
| 253278 | 2003 BZ9               | 26 de gener de 2003    | Palomar              | NEAT                     |
| 253279 | 2003 BR10              | 26 de gener de 2003    | Anderson Mesa        | LONEOS                   |
| 253280 | 2003 BE11              | 26 de gener de 2003    | Anderson Mesa        | LONEOS                   |
| 253281 | 2003 BF11              | 26 de gener de 2003    | Anderson Mesa        | LONEOS                   |
| 253282 | 2003 BY23              | 25 de gener de 2003    | Palomar              | NEAT                     |
| 253283 | 2003 BW26              | 26 de gener de 2003    | Anderson Mesa        | LONEOS                   |
| 253284 | 2003 BT27              | 26 de gener de 2003    | Anderson Mesa        | LONEOS                   |
| 253285 | 2003 BS28              | 26 de gener de 2003    | Haleakala            | NEAT                     |
| 253286 | 2003 BB33              | 27 de gener de 2003    | Palomar              | NEAT                     |
| 253287 | 2003 BZ38              | 27 de gener de 2003    | Socorro              | LINEAR                   |
| 253288 | 2003 BA39              | 27 de gener de 2003    | Socorro              | LINEAR                   |
| 253289 | 2003 BH41              | 29 de gener de 2003    | Kitt Peak            | Spacewatch               |
| 253290 | 2003 BO61              | 27 de gener de 2003    | Haleakala            | NEAT                     |
| 253291 | 2003 BB62              | 28 de gener de 2003    | Kitt Peak            | Spacewatch               |
| 253292 | 2003 BD62              | 28 de gener de 2003    | Palomar              | NEAT                     |
| 253293 | 2003 BG62              | 28 de gener de 2003    | Palomar              | NEAT                     |
| 253294 | 2003 BK63              | 28 de gener de 2003    | Socorro              | LINEAR                   |
| 253295 | 2003 BK68              | 28 de gener de 2003    | Palomar              | NEAT                     |
| 253296 | 2003 BW71              | 28 de gener de 2003    | Socorro              | LINEAR                   |
| 253297 | 2003 BD72              | 28 de gener de 2003    | Socorro              | LINEAR                   |
| 253298 | 2003 BT72              | 28 de gener de 2003    | Palomar              | NEAT                     |
| 253299 | 2003 BL73              | 29 de gener de 2003    | Palomar              | NEAT                     |
| 253300 | 2003 BM74              | 29 de gener de 2003    | Palomar              | NEAT                     |

## 253301-253400
| Nom    | Designació provisional | Data de descobriment | Lloc de descobriment | Descobridor/s         |
| ------ | ---------------------- | -------------------- | -------------------- | --------------------- |
| 253301 | 2003 BK79              | 31 de gener de 2003  | Anderson Mesa        | LONEOS                |
| 253302 | 2003 BL85              | 28 de gener de 2003  | Haleakala            | NEAT                  |
| 253303 | 2003 CH1               | 1 de febrer de 2003  | Socorro              | LINEAR                |
| 253304 | 2003 CZ7               | 1 de febrer de 2003  | Socorro              | LINEAR                |
| 253305 | 2003 CS11              | 1 de febrer de 2003  | Socorro              | LINEAR                |
| 253306 | 2003 CA12              | 1 de febrer de 2003  | Haleakala            | NEAT                  |
| 253307 | 2003 CZ12              | 2 de febrer de 2003  | Palomar              | NEAT                  |
| 253308 | 2003 CK17              | 8 de febrer de 2003  | Socorro              | LINEAR                |
| 253309 | 2003 CM19              | 9 de febrer de 2003  | Kitt Peak            | Spacewatch            |
| 253310 | 2003 CV19              | 9 de febrer de 2003  | Palomar              | NEAT                  |
| 253311 | 2003 CC20              | 11 de febrer de 2003 | La Silla             | R. Michelsen, G. Masi |
| 253312 | 2003 CA25              | 2 de febrer de 2003  | Palomar              | NEAT                  |
| 253313 | 2003 DY1               | 21 de febrer de 2003 | Palomar              | NEAT                  |
| 253314 | 2003 DG5               | 19 de febrer de 2003 | Palomar              | NEAT                  |
| 253315 | 2003 DQ5               | 19 de febrer de 2003 | Palomar              | NEAT                  |
| 253316 | 2003 DE11              | 23 de febrer de 2003 | Kitt Peak            | Spacewatch            |
| 253317 | 2003 DG19              | 21 de febrer de 2003 | Palomar              | NEAT                  |
| 253318 | 2003 DE21              | 23 de febrer de 2003 | Anderson Mesa        | LONEOS                |
| 253319 | 2003 DB22              | 28 de febrer de 2003 | Socorro              | LINEAR                |
| 253320 | 2003 DE22              | 28 de febrer de 2003 | Socorro              | LINEAR                |
| 253321 | 2003 EO9               | 6 de març de 2003    | Anderson Mesa        | LONEOS                |
| 253322 | 2003 EK13              | 6 de març de 2003    | Palomar              | NEAT                  |
| 253323 | 2003 EN13              | 6 de març de 2003    | Palomar              | NEAT                  |
| 253324 | 2003 EP21              | 6 de març de 2003    | Anderson Mesa        | LONEOS                |
| 253325 | 2003 EJ29              | 6 de març de 2003    | Socorro              | LINEAR                |
| 253326 | 2003 EL33              | 7 de març de 2003    | Anderson Mesa        | LONEOS                |
| 253327 | 2003 EE40              | 8 de març de 2003    | Kitt Peak            | Spacewatch            |
| 253328 | 2003 EP43              | 10 de març de 2003   | Socorro              | LINEAR                |
| 253329 | 2003 EM52              | 11 de març de 2003   | Palomar              | NEAT                  |
| 253330 | 2003 ER63              | 12 de març de 2003   | Kitt Peak            | Spacewatch            |
| 253331 | 2003 FY2               | 23 de març de 2003   | Socorro              | LINEAR                |
| 253332 | 2003 FR4               | 26 de març de 2003   | Socorro              | LINEAR                |
| 253333 | 2003 FA7               | 26 de març de 2003   | Wrightwood           | J. W. Young           |
| 253334 | 2003 FL9               | 20 de març de 2003   | Palomar              | NEAT                  |
| 253335 | 2003 FV17              | 24 de març de 2003   | Kitt Peak            | Spacewatch            |
| 253336 | 2003 FD20              | 23 de març de 2003   | Palomar              | NEAT                  |
| 253337 | 2003 FC33              | 23 de març de 2003   | Kitt Peak            | Spacewatch            |
| 253338 | 2003 FZ35              | 23 de març de 2003   | Kitt Peak            | Spacewatch            |
| 253339 | 2003 FX38              | 23 de març de 2003   | Kitt Peak            | Spacewatch            |
| 253340 | 2003 FF39              | 24 de març de 2003   | Kitt Peak            | Spacewatch            |
| 253341 | 2003 FF44              | 23 de març de 2003   | Kitt Peak            | Spacewatch            |
| 253342 | 2003 FW45              | 24 de març de 2003   | Kitt Peak            | Spacewatch            |
| 253343 | 2003 FC48              | 24 de març de 2003   | Kitt Peak            | Spacewatch            |
| 253344 | 2003 FK53              | 25 de març de 2003   | Palomar              | NEAT                  |
| 253345 | 2003 FZ53              | 25 de març de 2003   | Haleakala            | NEAT                  |
| 253346 | 2003 FY61              | 26 de març de 2003   | Palomar              | NEAT                  |
| 253347 | 2003 FJ64              | 26 de març de 2003   | Palomar              | NEAT                  |
| 253348 | 2003 FP71              | 26 de març de 2003   | Kitt Peak            | Spacewatch            |
| 253349 | 2003 FT75              | 27 de març de 2003   | Palomar              | NEAT                  |
| 253350 | 2003 FG77              | 27 de març de 2003   | Palomar              | NEAT                  |
| 253351 | 2003 FO78              | 27 de març de 2003   | Kitt Peak            | Spacewatch            |
| 253352 | 2003 FX78              | 27 de març de 2003   | Socorro              | LINEAR                |
| 253353 | 2003 FP81              | 27 de març de 2003   | Kitt Peak            | Spacewatch            |
| 253354 | 2003 FR99              | 31 de març de 2003   | Kitt Peak            | Spacewatch            |
| 253355 | 2003 FF130             | 26 de març de 2003   | Kitt Peak            | Spacewatch            |
| 253356 | 2003 FA133             | 24 de març de 2003   | Kitt Peak            | Spacewatch            |
| 253357 | 2003 FO133             | 27 de març de 2003   | Kitt Peak            | Spacewatch            |
| 253358 | 2003 GL2               | 1 d'abril de 2003    | Socorro              | LINEAR                |
| 253359 | 2003 GV12              | 1 d'abril de 2003    | Socorro              | LINEAR                |
| 253360 | 2003 GW17              | 4 d'abril de 2003    | Kitt Peak            | Spacewatch            |
| 253361 | 2003 GZ20              | 3 d'abril de 2003    | Anderson Mesa        | LONEOS                |
| 253362 | 2003 GL24              | 7 d'abril de 2003    | Kitt Peak            | Spacewatch            |
| 253363 | 2003 GW25              | 4 d'abril de 2003    | Kitt Peak            | Spacewatch            |
| 253364 | 2003 GO27              | 7 d'abril de 2003    | Kitt Peak            | Spacewatch            |
| 253365 | 2003 GZ29              | 8 d'abril de 2003    | Kitt Peak            | Spacewatch            |
| 253366 | 2003 GA30              | 8 d'abril de 2003    | Reedy Creek          | J. Broughton          |
| 253367 | 2003 GL37              | 7 d'abril de 2003    | Socorro              | LINEAR                |
| 253368 | 2003 GV42              | 9 d'abril de 2003    | Palomar              | NEAT                  |
| 253369 | 2003 GN53              | 1 d'abril de 2003    | Anderson Mesa        | LONEOS                |
| 253370 | 2003 HW2               | 24 d'abril de 2003   | Kitt Peak            | Spacewatch            |
| 253371 | 2003 HK12              | 26 d'abril de 2003   | Campo Imperatore     | CINEOS                |
| 253372 | 2003 HM12              | 26 d'abril de 2003   | Socorro              | LINEAR                |
| 253373 | 2003 HV12              | 24 d'abril de 2003   | Kitt Peak            | Spacewatch            |
| 253374 | 2003 HF24              | 26 d'abril de 2003   | Kitt Peak            | Spacewatch            |
| 253375 | 2003 HF26              | 25 d'abril de 2003   | Anderson Mesa        | LONEOS                |
| 253376 | 2003 HX27              | 26 d'abril de 2003   | Kitt Peak            | Spacewatch            |
| 253377 | 2003 HC43              | 29 d'abril de 2003   | Kitt Peak            | Spacewatch            |
| 253378 | 2003 HJ55              | 25 d'abril de 2003   | Campo Imperatore     | CINEOS                |
| 253379 | 2003 HP55              | 28 d'abril de 2003   | Anderson Mesa        | LONEOS                |
| 253380 | 2003 HY58              | 30 d'abril de 2003   | Kitt Peak            | Spacewatch            |
| 253381 | 2003 JK1               | 1 de maig de 2003    | Socorro              | LINEAR                |
| 253382 | 2003 JG8               | 2 de maig de 2003    | Socorro              | LINEAR                |
| 253383 | 2003 KA                | 20 de maig de 2003   | Wrightwood           | J. W. Young           |
| 253384 | 2003 KQ3               | 22 de maig de 2003   | Reedy Creek          | J. Broughton          |
| 253385 | 2003 KM4               | 22 de maig de 2003   | Kitt Peak            | Spacewatch            |
| 253386 | 2003 KA13              | 27 de maig de 2003   | Kitt Peak            | Spacewatch            |
| 253387 | 2003 KA14              | 25 de maig de 2003   | Haleakala            | NEAT                  |
| 253388 | 2003 KB19              | 29 de maig de 2003   | Kitt Peak            | Spacewatch            |
| 253389 | 2003 KQ25              | 31 de maig de 2003   | Cerro Tololo         | M. W. Buie            |
| 253390 | 2003 KL32              | 27 de maig de 2003   | Kitt Peak            | Spacewatch            |
| 253391 | 2003 LM1               | 2 de juny de 2003    | Socorro              | LINEAR                |
| 253392 | 2003 MY                | 23 de juny de 2003   | Socorro              | LINEAR                |
| 253393 | 2003 MZ5               | 26 de juny de 2003   | Socorro              | LINEAR                |
| 253394 | 2003 NZ12              | 7 de juliol de 2003  | Kitt Peak            | Spacewatch            |
| 253395 | 2003 NA13              | 7 de juliol de 2003  | Kitt Peak            | Spacewatch            |
| 253396 | 2003 OL6               | 22 de juliol de 2003 | Campo Imperatore     | CINEOS                |
| 253397 | 2003 OS8               | 26 de juliol de 2003 | Reedy Creek          | J. Broughton          |
| 253398 | 2003 OE20              | 30 de juliol de 2003 | Campo Imperatore     | CINEOS                |
| 253399 | 2003 OD27              | 24 de juliol de 2003 | Palomar              | NEAT                  |
| 253400 | 2003 OA28              | 24 de juliol de 2003 | Palomar              | NEAT                  |

## 253401-253500
| Nom    | Designació provisional | Data de descobriment   | Lloc de descobriment | Descobridor/s |
| ------ | ---------------------- | ---------------------- | -------------------- | ------------- |
| 253401 | 2003 PB3               | 2 d'agost de 2003      | Haleakala            | NEAT          |
| 253402 | 2003 PR3               | 2 d'agost de 2003      | Haleakala            | NEAT          |
| 253403 | 2003 PJ5               | 4 d'agost de 2003      | Socorro              | LINEAR        |
| 253404 | 2003 PF7               | 1 d'agost de 2003      | Haleakala            | NEAT          |
| 253405 | 2003 QE                | 18 d'agost de 2003     | Campo Imperatore     | CINEOS        |
| 253406 | 2003 QY3               | 18 d'agost de 2003     | Haleakala            | NEAT          |
| 253407 | 2003 QV9               | 20 d'agost de 2003     | Reedy Creek          | J. Broughton  |
| 253408 | 2003 QM14              | 20 d'agost de 2003     | Palomar              | NEAT          |
| 253409 | 2003 QW15              | 20 d'agost de 2003     | Palomar              | NEAT          |
| 253410 | 2003 QR19              | 22 d'agost de 2003     | Palomar              | NEAT          |
| 253411 | 2003 QP20              | 22 d'agost de 2003     | Palomar              | NEAT          |
| 253412 | 2003 QU29              | 23 d'agost de 2003     | Piszkesteto          | Piszkesteto   |
| 253413 | 2003 QF30              | 22 d'agost de 2003     | Reedy Creek          | J. Broughton  |
| 253414 | 2003 QM33              | 22 d'agost de 2003     | Palomar              | NEAT          |
| 253415 | 2003 QP36              | 22 d'agost de 2003     | Palomar              | NEAT          |
| 253416 | 2003 QR36              | 22 d'agost de 2003     | Palomar              | NEAT          |
| 253417 | 2003 QV37              | 22 d'agost de 2003     | Socorro              | LINEAR        |
| 253418 | 2003 QP39              | 22 d'agost de 2003     | Socorro              | LINEAR        |
| 253419 | 2003 QZ40              | 22 d'agost de 2003     | Socorro              | LINEAR        |
| 253420 | 2003 QV43              | 22 d'agost de 2003     | Haleakala            | NEAT          |
| 253421 | 2003 QO44              | 23 d'agost de 2003     | Palomar              | NEAT          |
| 253422 | 2003 QT45              | 23 d'agost de 2003     | Palomar              | NEAT          |
| 253423 | 2003 QY48              | 22 d'agost de 2003     | Palomar              | NEAT          |
| 253424 | 2003 QR49              | 22 d'agost de 2003     | Socorro              | LINEAR        |
| 253425 | 2003 QA53              | 23 d'agost de 2003     | Socorro              | LINEAR        |
| 253426 | 2003 QD53              | 23 d'agost de 2003     | Socorro              | LINEAR        |
| 253427 | 2003 QM56              | 23 d'agost de 2003     | Socorro              | LINEAR        |
| 253428 | 2003 QW59              | 23 d'agost de 2003     | Socorro              | LINEAR        |
| 253429 | 2003 QH62              | 23 d'agost de 2003     | Socorro              | LINEAR        |
| 253430 | 2003 QL63              | 23 d'agost de 2003     | Socorro              | LINEAR        |
| 253431 | 2003 QN63              | 23 d'agost de 2003     | Socorro              | LINEAR        |
| 253432 | 2003 QR64              | 23 d'agost de 2003     | Socorro              | LINEAR        |
| 253433 | 2003 QK74              | 24 d'agost de 2003     | Socorro              | LINEAR        |
| 253434 | 2003 QP87              | 25 d'agost de 2003     | Socorro              | LINEAR        |
| 253435 | 2003 QF99              | 30 d'agost de 2003     | Haleakala            | NEAT          |
| 253436 | 2003 QK106             | 31 d'agost de 2003     | Socorro              | LINEAR        |
| 253437 | 2003 QV106             | 30 d'agost de 2003     | Haleakala            | NEAT          |
| 253438 | 2003 QD111             | 31 d'agost de 2003     | Socorro              | LINEAR        |
| 253439 | 2003 QF111             | 31 d'agost de 2003     | Socorro              | LINEAR        |
| 253440 | 2003 QS111             | 31 d'agost de 2003     | Haleakala            | NEAT          |
| 253441 | 2003 QJ115             | 31 d'agost de 2003     | Socorro              | LINEAR        |
| 253442 | 2003 RZ                | 1 de setembre de 2003  | Socorro              | LINEAR        |
| 253443 | 2003 RX3               | 1 de setembre de 2003  | Socorro              | LINEAR        |
| 253444 | 2003 RA6               | 4 de setembre de 2003  | Campo Imperatore     | CINEOS        |
| 253445 | 2003 RQ6               | 1 de setembre de 2003  | Socorro              | LINEAR        |
| 253446 | 2003 RU10              | 12 de setembre de 2003 | Anderson Mesa        | LONEOS        |
| 253447 | 2003 RJ16              | 14 de setembre de 2003 | Haleakala            | NEAT          |
| 253448 | 2003 RU17              | 15 de setembre de 2003 | Palomar              | NEAT          |
| 253449 | 2003 RX18              | 15 de setembre de 2003 | Anderson Mesa        | LONEOS        |
| 253450 | 2003 RU21              | 13 de setembre de 2003 | Haleakala            | NEAT          |
| 253451 | 2003 RS23              | 14 de setembre de 2003 | Palomar              | NEAT          |
| 253452 | 2003 RY23              | 14 de setembre de 2003 | Haleakala            | NEAT          |
| 253453 | 2003 RD26              | 3 de setembre de 2003  | Bergisch Gladbac     | W. Bickel     |
| 253454 | 2003 RB27              | 1 de setembre de 2003  | Socorro              | LINEAR        |
| 253455 | 2003 SK3               | 16 de setembre de 2003 | Palomar              | NEAT          |
| 253456 | 2003 SS5               | 16 de setembre de 2003 | Palomar              | NEAT          |
| 253457 | 2003 SE6               | 16 de setembre de 2003 | Kitt Peak            | Spacewatch    |
| 253458 | 2003 SG7               | 16 de setembre de 2003 | Kitt Peak            | Spacewatch    |
| 253459 | 2003 SQ8               | 16 de setembre de 2003 | Kitt Peak            | Spacewatch    |
| 253460 | 2003 SU8               | 17 de setembre de 2003 | Kitt Peak            | Spacewatch    |
| 253461 | 2003 SL9               | 17 de setembre de 2003 | Kitt Peak            | Spacewatch    |
| 253462 | 2003 SR13              | 16 de setembre de 2003 | Kitt Peak            | Spacewatch    |
| 253463 | 2003 SJ18              | 16 de setembre de 2003 | Kitt Peak            | Spacewatch    |
| 253464 | 2003 SA19              | 16 de setembre de 2003 | Kitt Peak            | Spacewatch    |
| 253465 | 2003 SC25              | 17 de setembre de 2003 | Kitt Peak            | Spacewatch    |
| 253466 | 2003 SS25              | 17 de setembre de 2003 | Kitt Peak            | Spacewatch    |
| 253467 | 2003 SW31              | 18 de setembre de 2003 | Kitt Peak            | Spacewatch    |
| 253468 | 2003 SB33              | 18 de setembre de 2003 | Palomar              | NEAT          |
| 253469 | 2003 SV33              | 18 de setembre de 2003 | Socorro              | LINEAR        |
| 253470 | 2003 SD39              | 16 de setembre de 2003 | Palomar              | NEAT          |
| 253471 | 2003 SS43              | 16 de setembre de 2003 | Anderson Mesa        | LONEOS        |
| 253472 | 2003 SY44              | 16 de setembre de 2003 | Anderson Mesa        | LONEOS        |
| 253473 | 2003 SO46              | 16 de setembre de 2003 | Anderson Mesa        | LONEOS        |
| 253474 | 2003 SG54              | 16 de setembre de 2003 | Anderson Mesa        | LONEOS        |
| 253475 | 2003 SJ55              | 16 de setembre de 2003 | Anderson Mesa        | LONEOS        |
| 253476 | 2003 ST55              | 16 de setembre de 2003 | Anderson Mesa        | LONEOS        |
| 253477 | 2003 SC63              | 17 de setembre de 2003 | Kitt Peak            | Spacewatch    |
| 253478 | 2003 SH66              | 18 de setembre de 2003 | Socorro              | LINEAR        |
| 253479 | 2003 SU67              | 16 de setembre de 2003 | Kitt Peak            | Spacewatch    |
| 253480 | 2003 SK71              | 18 de setembre de 2003 | Kitt Peak            | Spacewatch    |
| 253481 | 2003 SY73              | 18 de setembre de 2003 | Kitt Peak            | Spacewatch    |
| 253482 | 2003 SM75              | 18 de setembre de 2003 | Kitt Peak            | Spacewatch    |
| 253483 | 2003 SW79              | 19 de setembre de 2003 | Kitt Peak            | Spacewatch    |
| 253484 | 2003 SR81              | 19 de setembre de 2003 | Haleakala            | NEAT          |
| 253485 | 2003 SB83              | 18 de setembre de 2003 | Kitt Peak            | Spacewatch    |
| 253486 | 2003 SB84              | 19 de setembre de 2003 | Palomar              | NEAT          |
| 253487 | 2003 SF86              | 16 de setembre de 2003 | Palomar              | NEAT          |
| 253488 | 2003 SD87              | 17 de setembre de 2003 | Socorro              | LINEAR        |
| 253489 | 2003 SC91              | 18 de setembre de 2003 | Palomar              | NEAT          |
| 253490 | 2003 SJ91              | 18 de setembre de 2003 | Socorro              | LINEAR        |
| 253491 | 2003 SL91              | 18 de setembre de 2003 | Palomar              | NEAT          |
| 253492 | 2003 SM94              | 19 de setembre de 2003 | Campo Imperatore     | CINEOS        |
| 253493 | 2003 SG95              | 19 de setembre de 2003 | Palomar              | NEAT          |
| 253494 | 2003 SZ103             | 20 de setembre de 2003 | Socorro              | LINEAR        |
| 253495 | 2003 SE107             | 20 de setembre de 2003 | Palomar              | NEAT          |
| 253496 | 2003 SQ107             | 20 de setembre de 2003 | Palomar              | NEAT          |
| 253497 | 2003 ST107             | 20 de setembre de 2003 | Palomar              | NEAT          |
| 253498 | 2003 SS109             | 20 de setembre de 2003 | Kitt Peak            | Spacewatch    |
| 253499 | 2003 SD112             | 20 de setembre de 2003 | Socorro              | LINEAR        |
| 253500 | 2003 SW117             | 16 de setembre de 2003 | Kitt Peak            | Spacewatch    |

## 253501-253600
| Nom    | Designació provisional | Data de descobriment   | Lloc de descobriment | Descobridor/s            |
| ------ | ---------------------- | ---------------------- | -------------------- | ------------------------ |
| 253501 | 2003 SF118             | 16 de setembre de 2003 | Palomar              | NEAT                     |
| 253502 | 2003 SY122             | 18 de setembre de 2003 | Socorro              | LINEAR                   |
| 253503 | 2003 SX125             | 19 de setembre de 2003 | Socorro              | LINEAR                   |
| 253504 | 2003 SB126             | 19 de setembre de 2003 | Socorro              | LINEAR                   |
| 253505 | 2003 SC136             | 19 de setembre de 2003 | Campo Imperatore     | CINEOS                   |
| 253506 | 2003 SQ138             | 20 de setembre de 2003 | Palomar              | NEAT                     |
| 253507 | 2003 SP145             | 20 de setembre de 2003 | Socorro              | LINEAR                   |
| 253508 | 2003 SH147             | 20 de setembre de 2003 | Palomar              | NEAT                     |
| 253509 | 2003 SY148             | 16 de setembre de 2003 | Kitt Peak            | Spacewatch               |
| 253510 | 2003 SY149             | 17 de setembre de 2003 | Socorro              | LINEAR                   |
| 253511 | 2003 SN150             | 17 de setembre de 2003 | Socorro              | LINEAR                   |
| 253512 | 2003 SY150             | 17 de setembre de 2003 | Socorro              | LINEAR                   |
| 253513 | 2003 SE152             | 19 de setembre de 2003 | Anderson Mesa        | LONEOS                   |
| 253514 | 2003 ST152             | 19 de setembre de 2003 | Anderson Mesa        | LONEOS                   |
| 253515 | 2003 SO159             | 22 de setembre de 2003 | Kitt Peak            | Spacewatch               |
| 253516 | 2003 SH160             | 21 de setembre de 2003 | Socorro              | LINEAR                   |
| 253517 | 2003 SM161             | 18 de setembre de 2003 | Socorro              | LINEAR                   |
| 253518 | 2003 SV167             | 22 de setembre de 2003 | Haleakala            | NEAT                     |
| 253519 | 2003 SF168             | 23 de setembre de 2003 | Haleakala            | NEAT                     |
| 253520 | 2003 SD172             | 18 de setembre de 2003 | Socorro              | LINEAR                   |
| 253521 | 2003 SQ178             | 19 de setembre de 2003 | Socorro              | LINEAR                   |
| 253522 | 2003 SS181             | 20 de setembre de 2003 | Anderson Mesa        | LONEOS                   |
| 253523 | 2003 SH183             | 21 de setembre de 2003 | Kitt Peak            | Spacewatch               |
| 253524 | 2003 SF186             | 22 de setembre de 2003 | Anderson Mesa        | LONEOS                   |
| 253525 | 2003 ST187             | 22 de setembre de 2003 | Kitt Peak            | Spacewatch               |
| 253526 | 2003 SP188             | 22 de setembre de 2003 | Socorro              | LINEAR                   |
| 253527 | 2003 SD189             | 22 de setembre de 2003 | Anderson Mesa        | LONEOS                   |
| 253528 | 2003 SP190             | 17 de setembre de 2003 | Kitt Peak            | Spacewatch               |
| 253529 | 2003 SN191             | 19 de setembre de 2003 | Kitt Peak            | Spacewatch               |
| 253530 | 2003 SJ193             | 20 de setembre de 2003 | Palomar              | NEAT                     |
| 253531 | 2003 SQ198             | 21 de setembre de 2003 | Anderson Mesa        | LONEOS                   |
| 253532 | 2003 SJ202             | 22 de setembre de 2003 | Anderson Mesa        | LONEOS                   |
| 253533 | 2003 SO206             | 25 de setembre de 2003 | Haleakala            | NEAT                     |
| 253534 | 2003 SB209             | 24 de setembre de 2003 | Palomar              | NEAT                     |
| 253535 | 2003 SA210             | 25 de setembre de 2003 | Haleakala            | NEAT                     |
| 253536 | 2003 SB215             | 22 de setembre de 2003 | Andrushivka          | Andrushivka              |
| 253537 | 2003 SP218             | 28 de setembre de 2003 | Desert Eagle         | W. K. Y. Yeung           |
| 253538 | 2003 SX220             | 29 de setembre de 2003 | Desert Eagle         | W. K. Y. Yeung           |
| 253539 | 2003 SX223             | 30 de setembre de 2003 | Desert Eagle         | W. K. Y. Yeung           |
| 253540 | 2003 SF227             | 27 de setembre de 2003 | Kitt Peak            | Spacewatch               |
| 253541 | 2003 SK229             | 27 de setembre de 2003 | Kitt Peak            | Spacewatch               |
| 253542 | 2003 SF233             | 25 de setembre de 2003 | Palomar              | NEAT                     |
| 253543 | 2003 SS233             | 25 de setembre de 2003 | Palomar              | NEAT                     |
| 253544 | 2003 SQ234             | 25 de setembre de 2003 | Haleakala            | NEAT                     |
| 253545 | 2003 SL236             | 26 de setembre de 2003 | Socorro              | LINEAR                   |
| 253546 | 2003 SZ237             | 26 de setembre de 2003 | Socorro              | LINEAR                   |
| 253547 | 2003 SF240             | 27 de setembre de 2003 | Socorro              | LINEAR                   |
| 253548 | 2003 SZ243             | 28 de setembre de 2003 | Socorro              | LINEAR                   |
| 253549 | 2003 SO245             | 26 de setembre de 2003 | Socorro              | LINEAR                   |
| 253550 | 2003 SH246             | 26 de setembre de 2003 | Socorro              | LINEAR                   |
| 253551 | 2003 SH249             | 26 de setembre de 2003 | Socorro              | LINEAR                   |
| 253552 | 2003 SN251             | 26 de setembre de 2003 | Socorro              | LINEAR                   |
| 253553 | 2003 SZ252             | 27 de setembre de 2003 | Kitt Peak            | Spacewatch               |
| 253554 | 2003 SJ254             | 27 de setembre de 2003 | Socorro              | LINEAR                   |
| 253555 | 2003 SB256             | 27 de setembre de 2003 | Kitt Peak            | Spacewatch               |
| 253556 | 2003 SH258             | 28 de setembre de 2003 | Kitt Peak            | Spacewatch               |
| 253557 | 2003 SK258             | 28 de setembre de 2003 | Kitt Peak            | Spacewatch               |
| 253558 | 2003 SJ259             | 28 de setembre de 2003 | Kitt Peak            | Spacewatch               |
| 253559 | 2003 SK259             | 28 de setembre de 2003 | Kitt Peak            | Spacewatch               |
| 253560 | 2003 SF261             | 27 de setembre de 2003 | Socorro              | LINEAR                   |
| 253561 | 2003 SR266             | 29 de setembre de 2003 | Socorro              | LINEAR                   |
| 253562 | 2003 SH268             | 29 de setembre de 2003 | Kitt Peak            | Spacewatch               |
| 253563 | 2003 SK269             | 21 de setembre de 2003 | Bergisch Gladbac     | W. Bickel                |
| 253564 | 2003 SV269             | 24 de setembre de 2003 | Haleakala            | NEAT                     |
| 253565 | 2003 SK271             | 25 de setembre de 2003 | Haleakala            | NEAT                     |
| 253566 | 2003 ST272             | 27 de setembre de 2003 | Socorro              | LINEAR                   |
| 253567 | 2003 SX275             | 29 de setembre de 2003 | Socorro              | LINEAR                   |
| 253568 | 2003 SF276             | 29 de setembre de 2003 | Kitt Peak            | Spacewatch               |
| 253569 | 2003 SC281             | 18 de setembre de 2003 | Kitt Peak            | Spacewatch               |
| 253570 | 2003 ST288             | 28 de setembre de 2003 | Socorro              | LINEAR                   |
| 253571 | 2003 SY290             | 29 de setembre de 2003 | Socorro              | LINEAR                   |
| 253572 | 2003 SP304             | 17 de setembre de 2003 | Palomar              | NEAT                     |
| 253573 | 2003 SP306             | 30 de setembre de 2003 | Socorro              | LINEAR                   |
| 253574 | 2003 SZ308             | 30 de setembre de 2003 | Anderson Mesa        | LONEOS                   |
| 253575 | 2003 SY309             | 28 de setembre de 2003 | Socorro              | LINEAR                   |
| 253576 | 2003 SH311             | 29 de setembre de 2003 | Socorro              | LINEAR                   |
| 253577 | 2003 SM311             | 29 de setembre de 2003 | Socorro              | LINEAR                   |
| 253578 | 2003 SS321             | 22 de setembre de 2003 | Palomar              | NEAT                     |
| 253579 | 2003 SW326             | 18 de setembre de 2003 | Kitt Peak            | Spacewatch               |
| 253580 | 2003 SR332             | 29 de setembre de 2003 | Kitt Peak            | Spacewatch               |
| 253581 | 2003 SZ333             | 22 de setembre de 2003 | Anderson Mesa        | LONEOS                   |
| 253582 | 2003 SC337             | 28 de setembre de 2003 | Apache Point         | Sloan Digital Sky Survey |
| 253583 | 2003 SV337             | 18 de setembre de 2003 | Kitt Peak            | Spacewatch               |
| 253584 | 2003 SY342             | 17 de setembre de 2003 | Kitt Peak            | Spacewatch               |
| 253585 | 2003 SJ359             | 21 de setembre de 2003 | Kitt Peak            | Spacewatch               |
| 253586 | 2003 TX7               | 14 d'octubre de 2003   | Palomar              | NEAT                     |
| 253587 | 2003 TH10              | 14 d'octubre de 2003   | New Milford          | New Milford              |
| 253588 | 2003 TV11              | 14 d'octubre de 2003   | Anderson Mesa        | LONEOS                   |
| 253589 | 2003 TX11              | 14 d'octubre de 2003   | Anderson Mesa        | LONEOS                   |
| 253590 | 2003 TE12              | 14 d'octubre de 2003   | Anderson Mesa        | LONEOS                   |
| 253591 | 2003 TN12              | 14 d'octubre de 2003   | Anderson Mesa        | LONEOS                   |
| 253592 | 2003 TV12              | 15 d'octubre de 2003   | Junk Bond            | Junk Bond                |
| 253593 | 2003 TG13              | 15 d'octubre de 2003   | Anderson Mesa        | LONEOS                   |
| 253594 | 2003 TE15              | 15 d'octubre de 2003   | Anderson Mesa        | LONEOS                   |
| 253595 | 2003 TJ15              | 15 d'octubre de 2003   | Anderson Mesa        | LONEOS                   |
| 253596 | 2003 TM18              | 15 d'octubre de 2003   | Anderson Mesa        | LONEOS                   |
| 253597 | 2003 UT4               | 17 d'octubre de 2003   | Socorro              | LINEAR                   |
| 253598 | 2003 UZ4               | 17 d'octubre de 2003   | Socorro              | LINEAR                   |
| 253599 | 2003 UZ8               | 17 d'octubre de 2003   | Socorro              | LINEAR                   |
| 253600 | 2003 UY10              | 20 d'octubre de 2003   | Palomar              | NEAT                     |

## 253601-253700
| Nom    | Designació provisional | Data de descobriment | Lloc de descobriment | Descobridor/s               |
| ------ | ---------------------- | -------------------- | -------------------- | --------------------------- |
| 253601 | 2003 UU13              | 16 d'octubre de 2003 | Uccle                | T. Pauwels                  |
| 253602 | 2003 UE20              | 21 d'octubre de 2003 | Anderson Mesa        | LONEOS                      |
| 253603 | 2003 UM23              | 22 d'octubre de 2003 | Kitt Peak            | Spacewatch                  |
| 253604 | 2003 UE24              | 23 d'octubre de 2003 | Junk Bond            | Junk Bond                   |
| 253605 | 2003 UV24              | 17 d'octubre de 2003 | Anderson Mesa        | LONEOS                      |
| 253606 | 2003 UY24              | 18 d'octubre de 2003 | Kitt Peak            | Spacewatch                  |
| 253607 | 2003 UV25              | 18 d'octubre de 2003 | Anderson Mesa        | LONEOS                      |
| 253608 | 2003 UJ35              | 16 d'octubre de 2003 | Kitt Peak            | Spacewatch                  |
| 253609 | 2003 UU39              | 16 d'octubre de 2003 | Kitt Peak            | Spacewatch                  |
| 253610 | 2003 UZ49              | 16 d'octubre de 2003 | Haleakala            | NEAT                        |
| 253611 | 2003 UL50              | 17 d'octubre de 2003 | Kitt Peak            | Spacewatch                  |
| 253612 | 2003 UT50              | 18 d'octubre de 2003 | Kitt Peak            | Spacewatch                  |
| 253613 | 2003 UJ52              | 18 d'octubre de 2003 | Palomar              | NEAT                        |
| 253614 | 2003 UM55              | 18 d'octubre de 2003 | Palomar              | NEAT                        |
| 253615 | 2003 UF58              | 16 d'octubre de 2003 | Kitt Peak            | Spacewatch                  |
| 253616 | 2003 UA61              | 16 d'octubre de 2003 | Palomar              | NEAT                        |
| 253617 | 2003 UC63              | 16 d'octubre de 2003 | Palomar              | NEAT                        |
| 253618 | 2003 UN63              | 16 d'octubre de 2003 | Palomar              | NEAT                        |
| 253619 | 2003 UZ66              | 23 d'octubre de 2003 | Kvistaberg           | Uppsala-DLR Asteroid Survey |
| 253620 | 2003 UR77              | 17 d'octubre de 2003 | Kitt Peak            | Spacewatch                  |
| 253621 | 2003 UJ81              | 16 d'octubre de 2003 | Anderson Mesa        | LONEOS                      |
| 253622 | 2003 UQ81              | 16 d'octubre de 2003 | Haleakala            | NEAT                        |
| 253623 | 2003 UD82              | 19 d'octubre de 2003 | Kitt Peak            | Spacewatch                  |
| 253624 | 2003 UA86              | 18 d'octubre de 2003 | Palomar              | NEAT                        |
| 253625 | 2003 UB87              | 18 d'octubre de 2003 | Palomar              | NEAT                        |
| 253626 | 2003 UV90              | 20 d'octubre de 2003 | Socorro              | LINEAR                      |
| 253627 | 2003 UT93              | 18 d'octubre de 2003 | Kitt Peak            | Spacewatch                  |
| 253628 | 2003 UO95              | 18 d'octubre de 2003 | Kitt Peak            | Spacewatch                  |
| 253629 | 2003 UO97              | 19 d'octubre de 2003 | Kitt Peak            | Spacewatch                  |
| 253630 | 2003 UM98              | 19 d'octubre de 2003 | Anderson Mesa        | LONEOS                      |
| 253631 | 2003 UN101             | 20 d'octubre de 2003 | Kitt Peak            | Spacewatch                  |
| 253632 | 2003 UK102             | 20 d'octubre de 2003 | Socorro              | LINEAR                      |
| 253633 | 2003 UV103             | 20 d'octubre de 2003 | Palomar              | NEAT                        |
| 253634 | 2003 UE106             | 18 d'octubre de 2003 | Kitt Peak            | Spacewatch                  |
| 253635 | 2003 UO107             | 19 d'octubre de 2003 | Kitt Peak            | Spacewatch                  |
| 253636 | 2003 UR107             | 19 d'octubre de 2003 | Kitt Peak            | Spacewatch                  |
| 253637 | 2003 UN108             | 19 d'octubre de 2003 | Kitt Peak            | Spacewatch                  |
| 253638 | 2003 UB109             | 19 d'octubre de 2003 | Palomar              | NEAT                        |
| 253639 | 2003 UW112             | 20 d'octubre de 2003 | Socorro              | LINEAR                      |
| 253640 | 2003 UV114             | 20 d'octubre de 2003 | Kitt Peak            | Spacewatch                  |
| 253641 | 2003 UX115             | 20 d'octubre de 2003 | Palomar              | NEAT                        |
| 253642 | 2003 UM116             | 21 d'octubre de 2003 | Socorro              | LINEAR                      |
| 253643 | 2003 UN119             | 18 d'octubre de 2003 | Kitt Peak            | Spacewatch                  |
| 253644 | 2003 UP125             | 20 d'octubre de 2003 | Socorro              | LINEAR                      |
| 253645 | 2003 UE127             | 21 d'octubre de 2003 | Kitt Peak            | Spacewatch                  |
| 253646 | 2003 US127             | 21 d'octubre de 2003 | Kitt Peak            | Spacewatch                  |
| 253647 | 2003 UD129             | 21 d'octubre de 2003 | Kitt Peak            | Spacewatch                  |
| 253648 | 2003 UK133             | 20 d'octubre de 2003 | Socorro              | LINEAR                      |
| 253649 | 2003 UM139             | 16 d'octubre de 2003 | Palomar              | NEAT                        |
| 253650 | 2003 UA140             | 16 d'octubre de 2003 | Anderson Mesa        | LONEOS                      |
| 253651 | 2003 UU143             | 18 d'octubre de 2003 | Anderson Mesa        | LONEOS                      |
| 253652 | 2003 UP148             | 19 d'octubre de 2003 | Kitt Peak            | Spacewatch                  |
| 253653 | 2003 UX149             | 20 d'octubre de 2003 | Socorro              | LINEAR                      |
| 253654 | 2003 UY149             | 20 d'octubre de 2003 | Kitt Peak            | Spacewatch                  |
| 253655 | 2003 UG155             | 20 d'octubre de 2003 | Socorro              | LINEAR                      |
| 253656 | 2003 UK159             | 20 d'octubre de 2003 | Kitt Peak            | Spacewatch                  |
| 253657 | 2003 UG161             | 21 d'octubre de 2003 | Kitt Peak            | Spacewatch                  |
| 253658 | 2003 UK161             | 21 d'octubre de 2003 | Anderson Mesa        | LONEOS                      |
| 253659 | 2003 UA164             | 21 d'octubre de 2003 | Socorro              | LINEAR                      |
| 253660 | 2003 UF164             | 21 d'octubre de 2003 | Socorro              | LINEAR                      |
| 253661 | 2003 UV165             | 21 d'octubre de 2003 | Kitt Peak            | Spacewatch                  |
| 253662 | 2003 UC170             | 22 d'octubre de 2003 | Kitt Peak            | Spacewatch                  |
| 253663 | 2003 UC176             | 21 d'octubre de 2003 | Anderson Mesa        | LONEOS                      |
| 253664 | 2003 UV178             | 21 d'octubre de 2003 | Socorro              | LINEAR                      |
| 253665 | 2003 UR179             | 21 d'octubre de 2003 | Socorro              | LINEAR                      |
| 253666 | 2003 UE186             | 22 d'octubre de 2003 | Socorro              | LINEAR                      |
| 253667 | 2003 UX186             | 22 d'octubre de 2003 | Socorro              | LINEAR                      |
| 253668 | 2003 UQ190             | 23 d'octubre de 2003 | Anderson Mesa        | LONEOS                      |
| 253669 | 2003 UH194             | 20 d'octubre de 2003 | Socorro              | LINEAR                      |
| 253670 | 2003 UL195             | 20 d'octubre de 2003 | Kitt Peak            | Spacewatch                  |
| 253671 | 2003 UB201             | 21 d'octubre de 2003 | Socorro              | LINEAR                      |
| 253672 | 2003 UW202             | 21 d'octubre de 2003 | Palomar              | NEAT                        |
| 253673 | 2003 UA211             | 23 d'octubre de 2003 | Kitt Peak            | Spacewatch                  |
| 253674 | 2003 UZ211             | 23 d'octubre de 2003 | Kitt Peak            | Spacewatch                  |
| 253675 | 2003 UH216             | 21 d'octubre de 2003 | Socorro              | LINEAR                      |
| 253676 | 2003 UR219             | 21 d'octubre de 2003 | Kitt Peak            | Spacewatch                  |
| 253677 | 2003 UH222             | 22 d'octubre de 2003 | Socorro              | LINEAR                      |
| 253678 | 2003 UU222             | 22 d'octubre de 2003 | Socorro              | LINEAR                      |
| 253679 | 2003 UY223             | 22 d'octubre de 2003 | Socorro              | LINEAR                      |
| 253680 | 2003 US225             | 22 d'octubre de 2003 | Kitt Peak            | Spacewatch                  |
| 253681 | 2003 UO226             | 22 d'octubre de 2003 | Kitt Peak            | Spacewatch                  |
| 253682 | 2003 UW226             | 23 d'octubre de 2003 | Kitt Peak            | Spacewatch                  |
| 253683 | 2003 UW228             | 23 d'octubre de 2003 | Anderson Mesa        | LONEOS                      |
| 253684 | 2003 UP229             | 23 d'octubre de 2003 | Anderson Mesa        | LONEOS                      |
| 253685 | 2003 UM232             | 24 d'octubre de 2003 | Socorro              | LINEAR                      |
| 253686 | 2003 UD234             | 24 d'octubre de 2003 | Socorro              | LINEAR                      |
| 253687 | 2003 UY236             | 23 d'octubre de 2003 | Kitt Peak            | Spacewatch                  |
| 253688 | 2003 UO238             | 24 d'octubre de 2003 | Socorro              | LINEAR                      |
| 253689 | 2003 UR251             | 25 d'octubre de 2003 | Kvistaberg           | Uppsala-DLR Asteroid Survey |
| 253690 | 2003 UM252             | 26 d'octubre de 2003 | Kitt Peak            | Spacewatch                  |
| 253691 | 2003 UQ257             | 25 d'octubre de 2003 | Socorro              | LINEAR                      |
| 253692 | 2003 UH260             | 25 d'octubre de 2003 | Socorro              | LINEAR                      |
| 253693 | 2003 UY260             | 26 d'octubre de 2003 | Kitt Peak            | Spacewatch                  |
| 253694 | 2003 UD264             | 27 d'octubre de 2003 | Socorro              | LINEAR                      |
| 253695 | 2003 UF264             | 27 d'octubre de 2003 | Socorro              | LINEAR                      |
| 253696 | 2003 UE267             | 28 d'octubre de 2003 | Socorro              | LINEAR                      |
| 253697 | 2003 UN271             | 28 d'octubre de 2003 | Socorro              | LINEAR                      |
| 253698 | 2003 UP271             | 28 d'octubre de 2003 | Socorro              | LINEAR                      |
| 253699 | 2003 UE275             | 29 d'octubre de 2003 | Socorro              | LINEAR                      |
| 253700 | 2003 UL277             | 25 d'octubre de 2003 | Socorro              | LINEAR                      |

## 253701-253800
| Nom    | Designació provisional | Data de descobriment   | Lloc de descobriment | Descobridor/s            |
| ------ | ---------------------- | ---------------------- | -------------------- | ------------------------ |
| 253701 | 2003 UR279             | 27 d'octubre de 2003   | Kitt Peak            | Spacewatch               |
| 253702 | 2003 UE280             | 27 d'octubre de 2003   | Socorro              | LINEAR                   |
| 253703 | 2003 UB281             | 28 d'octubre de 2003   | Socorro              | LINEAR                   |
| 253704 | 2003 UU309             | 20 d'octubre de 2003   | Socorro              | LINEAR                   |
| 253705 | 2003 UK314             | 19 d'octubre de 2003   | Kitt Peak            | Spacewatch               |
| 253706 | 2003 UQ314             | 27 d'octubre de 2003   | Kitt Peak            | Spacewatch               |
| 253707 | 2003 UQ315             | 19 d'octubre de 2003   | Kitt Peak            | Spacewatch               |
| 253708 | 2003 UL316             | 24 d'octubre de 2003   | Socorro              | LINEAR                   |
| 253709 | 2003 UU316             | 29 d'octubre de 2003   | Socorro              | LINEAR                   |
| 253710 | 2003 UD360             | 19 d'octubre de 2003   | Kitt Peak            | Spacewatch               |
| 253711 | 2003 UR377             | 22 d'octubre de 2003   | Apache Point         | Sloan Digital Sky Survey |
| 253712 | 2003 VB2               | 3 de novembre de 2003  | Socorro              | LINEAR                   |
| 253713 | 2003 VS3               | 15 de novembre de 2003 | Kitt Peak            | Spacewatch               |
| 253714 | 2003 VW3               | 14 de novembre de 2003 | Palomar              | NEAT                     |
| 253715 | 2003 VM5               | 15 de novembre de 2003 | Kitt Peak            | Spacewatch               |
| 253716 | 2003 VL10              | 3 de novembre de 2003  | Socorro              | LINEAR                   |
| 253717 | 2003 VN10              | 15 de novembre de 2003 | Kitt Peak            | Spacewatch               |
| 253718 | 2003 WT1               | 16 de novembre de 2003 | Catalina             | CSS                      |
| 253719 | 2003 WP3               | 16 de novembre de 2003 | Catalina             | CSS                      |
| 253720 | 2003 WQ5               | 18 de novembre de 2003 | Palomar              | NEAT                     |
| 253721 | 2003 WU5               | 18 de novembre de 2003 | Palomar              | NEAT                     |
| 253722 | 2003 WA6               | 18 de novembre de 2003 | Palomar              | NEAT                     |
| 253723 | 2003 WG6               | 16 de novembre de 2003 | Kitt Peak            | Spacewatch               |
| 253724 | 2003 WC8               | 16 de novembre de 2003 | Catalina             | CSS                      |
| 253725 | 2003 WC9               | 16 de novembre de 2003 | Kitt Peak            | Spacewatch               |
| 253726 | 2003 WB10              | 18 de novembre de 2003 | Kitt Peak            | Spacewatch               |
| 253727 | 2003 WZ10              | 18 de novembre de 2003 | Palomar              | NEAT                     |
| 253728 | 2003 WM15              | 16 de novembre de 2003 | Kitt Peak            | Spacewatch               |
| 253729 | 2003 WN15              | 16 de novembre de 2003 | Kitt Peak            | Spacewatch               |
| 253730 | 2003 WT17              | 18 de novembre de 2003 | Palomar              | NEAT                     |
| 253731 | 2003 WG19              | 19 de novembre de 2003 | Socorro              | LINEAR                   |
| 253732 | 2003 WW21              | 17 de novembre de 2003 | Catalina             | CSS                      |
| 253733 | 2003 WS29              | 18 de novembre de 2003 | Kitt Peak            | Spacewatch               |
| 253734 | 2003 WF30              | 18 de novembre de 2003 | Kitt Peak            | Spacewatch               |
| 253735 | 2003 WJ30              | 18 de novembre de 2003 | Kitt Peak            | Spacewatch               |
| 253736 | 2003 WT32              | 18 de novembre de 2003 | Palomar              | NEAT                     |
| 253737 | 2003 WR34              | 19 de novembre de 2003 | Kitt Peak            | Spacewatch               |
| 253738 | 2003 WE36              | 19 de novembre de 2003 | Kitt Peak            | Spacewatch               |
| 253739 | 2003 WZ36              | 19 de novembre de 2003 | Socorro              | LINEAR                   |
| 253740 | 2003 WC42              | 20 de novembre de 2003 | Needville            | Needville                |
| 253741 | 2003 WW49              | 19 de novembre de 2003 | Socorro              | LINEAR                   |
| 253742 | 2003 WA52              | 19 de novembre de 2003 | Palomar              | NEAT                     |
| 253743 | 2003 WA56              | 20 de novembre de 2003 | Socorro              | LINEAR                   |
| 253744 | 2003 WS56              | 21 de novembre de 2003 | Socorro              | LINEAR                   |
| 253745 | 2003 WH61              | 19 de novembre de 2003 | Kitt Peak            | Spacewatch               |
| 253746 | 2003 WX66              | 19 de novembre de 2003 | Kitt Peak            | Spacewatch               |
| 253747 | 2003 WU67              | 19 de novembre de 2003 | Kitt Peak            | Spacewatch               |
| 253748 | 2003 WQ68              | 19 de novembre de 2003 | Kitt Peak            | Spacewatch               |
| 253749 | 2003 WC70              | 20 de novembre de 2003 | Kitt Peak            | Spacewatch               |
| 253750 | 2003 WX73              | 20 de novembre de 2003 | Socorro              | LINEAR                   |
| 253751 | 2003 WY75              | 19 de novembre de 2003 | Socorro              | LINEAR                   |
| 253752 | 2003 WM89              | 16 de novembre de 2003 | Catalina             | CSS                      |
| 253753 | 2003 WB92              | 18 de novembre de 2003 | Palomar              | NEAT                     |
| 253754 | 2003 WU96              | 19 de novembre de 2003 | Anderson Mesa        | LONEOS                   |
| 253755 | 2003 WF99              | 20 de novembre de 2003 | Socorro              | LINEAR                   |
| 253756 | 2003 WB100             | 20 de novembre de 2003 | Socorro              | LINEAR                   |
| 253757 | 2003 WA102             | 21 de novembre de 2003 | Socorro              | LINEAR                   |
| 253758 | 2003 WD103             | 21 de novembre de 2003 | Socorro              | LINEAR                   |
| 253759 | 2003 WK104             | 21 de novembre de 2003 | Socorro              | LINEAR                   |
| 253760 | 2003 WS104             | 21 de novembre de 2003 | Socorro              | LINEAR                   |
| 253761 | 2003 WU105             | 21 de novembre de 2003 | Socorro              | LINEAR                   |
| 253762 | 2003 WV105             | 21 de novembre de 2003 | Socorro              | LINEAR                   |
| 253763 | 2003 WO108             | 20 de novembre de 2003 | Kitt Peak            | Spacewatch               |
| 253764 | 2003 WS109             | 20 de novembre de 2003 | Socorro              | LINEAR                   |
| 253765 | 2003 WH111             | 20 de novembre de 2003 | Socorro              | LINEAR                   |
| 253766 | 2003 WO112             | 20 de novembre de 2003 | Socorro              | LINEAR                   |
| 253767 | 2003 WU114             | 20 de novembre de 2003 | Socorro              | LINEAR                   |
| 253768 | 2003 WP117             | 20 de novembre de 2003 | Socorro              | LINEAR                   |
| 253769 | 2003 WL121             | 20 de novembre de 2003 | Socorro              | LINEAR                   |
| 253770 | 2003 WQ126             | 20 de novembre de 2003 | Socorro              | LINEAR                   |
| 253771 | 2003 WG131             | 21 de novembre de 2003 | Palomar              | NEAT                     |
| 253772 | 2003 WF133             | 21 de novembre de 2003 | Socorro              | LINEAR                   |
| 253773 | 2003 WL137             | 21 de novembre de 2003 | Socorro              | LINEAR                   |
| 253774 | 2003 WT138             | 21 de novembre de 2003 | Socorro              | LINEAR                   |
| 253775 | 2003 WC139             | 21 de novembre de 2003 | Socorro              | LINEAR                   |
| 253776 | 2003 WG140             | 21 de novembre de 2003 | Socorro              | LINEAR                   |
| 253777 | 2003 WU140             | 21 de novembre de 2003 | Socorro              | LINEAR                   |
| 253778 | 2003 WK142             | 21 de novembre de 2003 | Socorro              | LINEAR                   |
| 253779 | 2003 WB143             | 23 de novembre de 2003 | Socorro              | LINEAR                   |
| 253780 | 2003 WR144             | 21 de novembre de 2003 | Socorro              | LINEAR                   |
| 253781 | 2003 WW148             | 24 de novembre de 2003 | Anderson Mesa        | LONEOS                   |
| 253782 | 2003 WF149             | 24 de novembre de 2003 | Socorro              | LINEAR                   |
| 253783 | 2003 WT149             | 24 de novembre de 2003 | Anderson Mesa        | LONEOS                   |
| 253784 | 2003 WJ155             | 26 de novembre de 2003 | Kitt Peak            | Spacewatch               |
| 253785 | 2003 WQ161             | 30 de novembre de 2003 | Kitt Peak            | Spacewatch               |
| 253786 | 2003 WT165             | 30 de novembre de 2003 | Kitt Peak            | Spacewatch               |
| 253787 | 2003 WB167             | 18 de novembre de 2003 | Kitt Peak            | Spacewatch               |
| 253788 | 2003 WT168             | 19 de novembre de 2003 | Palomar              | NEAT                     |
| 253789 | 2003 WQ171             | 23 de novembre de 2003 | Anderson Mesa        | LONEOS                   |
| 253790 | 2003 WG173             | 18 de novembre de 2003 | Palomar              | NEAT                     |
| 253791 | 2003 WV181             | 21 de novembre de 2003 | Kitt Peak            | M. W. Buie               |
| 253792 | 2003 WX184             | 21 de novembre de 2003 | Socorro              | LINEAR                   |
| 253793 | 2003 WH192             | 20 de novembre de 2003 | Socorro              | LINEAR                   |
| 253794 | 2003 WQ194             | 19 de novembre de 2003 | Kitt Peak            | Spacewatch               |
| 253795 | 2003 XN2               | 1 de desembre de 2003  | Socorro              | LINEAR                   |
| 253796 | 2003 XP6               | 3 de desembre de 2003  | Socorro              | LINEAR                   |
| 253797 | 2003 XQ6               | 3 de desembre de 2003  | Socorro              | LINEAR                   |
| 253798 | 2003 XP17              | 15 de desembre de 2003 | Kitt Peak            | Spacewatch               |
| 253799 | 2003 XL21              | 14 de desembre de 2003 | Kitt Peak            | Spacewatch               |
| 253800 | 2003 XO21              | 14 de desembre de 2003 | Kitt Peak            | Spacewatch               |

## 253801-253900
| Nom    | Designació provisional | Data de descobriment   | Lloc de descobriment | Descobridor/s |
| ------ | ---------------------- | ---------------------- | -------------------- | ------------- |
| 253801 | 2003 XP23              | 1 de desembre de 2003  | Kitt Peak            | Spacewatch    |
| 253802 | 2003 XQ23              | 1 de desembre de 2003  | Kitt Peak            | Spacewatch    |
| 253803 | 2003 XZ25              | 1 de desembre de 2003  | Socorro              | LINEAR        |
| 253804 | 2003 XE38              | 4 de desembre de 2003  | Socorro              | LINEAR        |
| 253805 | 2003 XP38              | 4 de desembre de 2003  | Socorro              | LINEAR        |
| 253806 | 2003 XO43              | 14 de desembre de 2003 | Kitt Peak            | Spacewatch    |
| 253807 | 2003 YP6               | 17 de desembre de 2003 | Anderson Mesa        | LONEOS        |
| 253808 | 2003 YS6               | 17 de desembre de 2003 | Anderson Mesa        | LONEOS        |
| 253809 | 2003 YW22              | 16 de desembre de 2003 | Catalina             | CSS           |
| 253810 | 2003 YG23              | 17 de desembre de 2003 | Anderson Mesa        | LONEOS        |
| 253811 | 2003 YG26              | 18 de desembre de 2003 | Socorro              | LINEAR        |
| 253812 | 2003 YJ29              | 17 de desembre de 2003 | Kitt Peak            | Spacewatch    |
| 253813 | 2003 YZ30              | 18 de desembre de 2003 | Socorro              | LINEAR        |
| 253814 | 2003 YK33              | 16 de desembre de 2003 | Anderson Mesa        | LONEOS        |
| 253815 | 2003 YQ36              | 17 de desembre de 2003 | Anderson Mesa        | LONEOS        |
| 253816 | 2003 YO45              | 17 de desembre de 2003 | Anderson Mesa        | LONEOS        |
| 253817 | 2003 YF48              | 18 de desembre de 2003 | Socorro              | LINEAR        |
| 253818 | 2003 YQ48              | 18 de desembre de 2003 | Socorro              | LINEAR        |
| 253819 | 2003 YH53              | 19 de desembre de 2003 | Socorro              | LINEAR        |
| 253820 | 2003 YU53              | 19 de desembre de 2003 | Socorro              | LINEAR        |
| 253821 | 2003 YG55              | 19 de desembre de 2003 | Socorro              | LINEAR        |
| 253822 | 2003 YT57              | 19 de desembre de 2003 | Socorro              | LINEAR        |
| 253823 | 2003 YV60              | 19 de desembre de 2003 | Socorro              | LINEAR        |
| 253824 | 2003 YO62              | 19 de desembre de 2003 | Socorro              | LINEAR        |
| 253825 | 2003 YT68              | 19 de desembre de 2003 | Socorro              | LINEAR        |
| 253826 | 2003 YW72              | 18 de desembre de 2003 | Socorro              | LINEAR        |
| 253827 | 2003 YQ74              | 18 de desembre de 2003 | Socorro              | LINEAR        |
| 253828 | 2003 YR76              | 18 de desembre de 2003 | Socorro              | LINEAR        |
| 253829 | 2003 YG80              | 18 de desembre de 2003 | Socorro              | LINEAR        |
| 253830 | 2003 YQ80              | 18 de desembre de 2003 | Socorro              | LINEAR        |
| 253831 | 2003 YV81              | 18 de desembre de 2003 | Socorro              | LINEAR        |
| 253832 | 2003 YZ81              | 18 de desembre de 2003 | Socorro              | LINEAR        |
| 253833 | 2003 YS83              | 19 de desembre de 2003 | Needville            | Needville     |
| 253834 | 2003 YF85              | 19 de desembre de 2003 | Socorro              | LINEAR        |
| 253835 | 2003 YH90              | 19 de desembre de 2003 | Kitt Peak            | Spacewatch    |
| 253836 | 2003 YU94              | 19 de desembre de 2003 | Socorro              | LINEAR        |
| 253837 | 2003 YR102             | 19 de desembre de 2003 | Socorro              | LINEAR        |
| 253838 | 2003 YR112             | 23 de desembre de 2003 | Socorro              | LINEAR        |
| 253839 | 2003 YL116             | 27 de desembre de 2003 | Socorro              | LINEAR        |
| 253840 | 2003 YC117             | 27 de desembre de 2003 | Socorro              | LINEAR        |
| 253841 | 2003 YG118             | 28 de desembre de 2003 | Socorro              | LINEAR        |
| 253842 | 2003 YZ119             | 27 de desembre de 2003 | Socorro              | LINEAR        |
| 253843 | 2003 YK128             | 27 de desembre de 2003 | Socorro              | LINEAR        |
| 253844 | 2003 YS130             | 28 de desembre de 2003 | Socorro              | LINEAR        |
| 253845 | 2003 YF131             | 28 de desembre de 2003 | Socorro              | LINEAR        |
| 253846 | 2003 YG131             | 28 de desembre de 2003 | Socorro              | LINEAR        |
| 253847 | 2003 YH132             | 28 de desembre de 2003 | Socorro              | LINEAR        |
| 253848 | 2003 YN138             | 27 de desembre de 2003 | Socorro              | LINEAR        |
| 253849 | 2003 YS138             | 27 de desembre de 2003 | Socorro              | LINEAR        |
| 253850 | 2003 YJ152             | 29 de desembre de 2003 | Socorro              | LINEAR        |
| 253851 | 2003 YM152             | 29 de desembre de 2003 | Socorro              | LINEAR        |
| 253852 | 2003 YR156             | 16 de desembre de 2003 | Kitt Peak            | Spacewatch    |
| 253853 | 2003 YV159             | 17 de desembre de 2003 | Socorro              | LINEAR        |
| 253854 | 2003 YF169             | 18 de desembre de 2003 | Socorro              | LINEAR        |
| 253855 | 2003 YM169             | 18 de desembre de 2003 | Socorro              | LINEAR        |
| 253856 | 2003 YU169             | 18 de desembre de 2003 | Socorro              | LINEAR        |
| 253857 | 2003 YH181             | 23 de desembre de 2003 | Socorro              | LINEAR        |
| 253858 | 2003 YS181             | 29 de desembre de 2003 | Kitt Peak            | Spacewatch    |
| 253859 | 2004 AL                | 11 de gener de 2004    | Wrightwood           | J. W. Young   |
| 253860 | 2004 AQ3               | 13 de gener de 2004    | Anderson Mesa        | LONEOS        |
| 253861 | 2004 AW4               | 12 de gener de 2004    | Palomar              | NEAT          |
| 253862 | 2004 AP7               | 13 de gener de 2004    | Anderson Mesa        | LONEOS        |
| 253863 | 2004 AC11              | 13 de gener de 2004    | Anderson Mesa        | LONEOS        |
| 253864 | 2004 AB18              | 15 de gener de 2004    | Kitt Peak            | Spacewatch    |
| 253865 | 2004 AV21              | 15 de gener de 2004    | Kitt Peak            | Spacewatch    |
| 253866 | 2004 AT25              | 12 de gener de 2004    | Palomar              | NEAT          |
| 253867 | 2004 BB3               | 16 de gener de 2004    | Palomar              | NEAT          |
| 253868 | 2004 BN3               | 16 de gener de 2004    | Palomar              | NEAT          |
| 253869 | 2004 BS3               | 16 de gener de 2004    | Palomar              | NEAT          |
| 253870 | 2004 BF4               | 16 de gener de 2004    | Palomar              | NEAT          |
| 253871 | 2004 BV5               | 16 de gener de 2004    | Kitt Peak            | Spacewatch    |
| 253872 | 2004 BO6               | 16 de gener de 2004    | Palomar              | NEAT          |
| 253873 | 2004 BT9               | 16 de gener de 2004    | Palomar              | NEAT          |
| 253874 | 2004 BK10              | 17 de gener de 2004    | Palomar              | NEAT          |
| 253875 | 2004 BR19              | 17 de gener de 2004    | Palomar              | NEAT          |
| 253876 | 2004 BW20              | 16 de gener de 2004    | Kitt Peak            | Spacewatch    |
| 253877 | 2004 BW23              | 19 de gener de 2004    | Anderson Mesa        | LONEOS        |
| 253878 | 2004 BY24              | 19 de gener de 2004    | Kitt Peak            | Spacewatch    |
| 253879 | 2004 BO31              | 19 de gener de 2004    | Anderson Mesa        | LONEOS        |
| 253880 | 2004 BH34              | 19 de gener de 2004    | Catalina             | CSS           |
| 253881 | 2004 BX34              | 19 de gener de 2004    | Kitt Peak            | Spacewatch    |
| 253882 | 2004 BG37              | 19 de gener de 2004    | Kitt Peak            | Spacewatch    |
| 253883 | 2004 BP43              | 22 de gener de 2004    | Socorro              | LINEAR        |
| 253884 | 2004 BC47              | 21 de gener de 2004    | Socorro              | LINEAR        |
| 253885 | 2004 BC50              | 21 de gener de 2004    | Socorro              | LINEAR        |
| 253886 | 2004 BF51              | 21 de gener de 2004    | Socorro              | LINEAR        |
| 253887 | 2004 BK54              | 22 de gener de 2004    | Socorro              | LINEAR        |
| 253888 | 2004 BM54              | 22 de gener de 2004    | Socorro              | LINEAR        |
| 253889 | 2004 BN57              | 23 de gener de 2004    | Socorro              | LINEAR        |
| 253890 | 2004 BD67              | 24 de gener de 2004    | Socorro              | LINEAR        |
| 253891 | 2004 BE75              | 22 de gener de 2004    | Socorro              | LINEAR        |
| 253892 | 2004 BF78              | 22 de gener de 2004    | Socorro              | LINEAR        |
| 253893 | 2004 BL92              | 27 de gener de 2004    | Anderson Mesa        | LONEOS        |
| 253894 | 2004 BC93              | 27 de gener de 2004    | Anderson Mesa        | LONEOS        |
| 253895 | 2004 BX93              | 28 de gener de 2004    | Kitt Peak            | Spacewatch    |
| 253896 | 2004 BB94              | 28 de gener de 2004    | Haleakala            | NEAT          |
| 253897 | 2004 BJ95              | 28 de gener de 2004    | Socorro              | LINEAR        |
| 253898 | 2004 BY102             | 30 de gener de 2004    | Socorro              | LINEAR        |
| 253899 | 2004 BP107             | 28 de gener de 2004    | Catalina             | CSS           |
| 253900 | 2004 BB112             | 24 de gener de 2004    | Socorro              | LINEAR        |

## 253901-254000
| Nom    | Designació provisional | Data de descobriment | Lloc de descobriment | Descobridor/s        |
| ------ | ---------------------- | -------------------- | -------------------- | -------------------- |
| 253901 | 2004 BY112             | 27 de gener de 2004  | Kitt Peak            | Spacewatch           |
| 253902 | 2004 BC124             | 17 de gener de 2004  | Palomar              | NEAT                 |
| 253903 | 2004 BN124             | 16 de gener de 2004  | Kitt Peak            | Spacewatch           |
| 253904 | 2004 BL144             | 19 de gener de 2004  | Kitt Peak            | Spacewatch           |
| 253905 | 2004 BB146             | 22 de gener de 2004  | Socorro              | LINEAR               |
| 253906 | 2004 BE150             | 17 de gener de 2004  | Palomar              | NEAT                 |
| 253907 | 2004 BU152             | 27 de gener de 2004  | Kitt Peak            | Spacewatch           |
| 253908 | 2004 BZ158             | 29 de gener de 2004  | Socorro              | LINEAR               |
| 253909 | 2004 CP4               | 10 de febrer de 2004 | Palomar              | NEAT                 |
| 253910 | 2004 CY8               | 11 de febrer de 2004 | Kitt Peak            | Spacewatch           |
| 253911 | 2004 CH9               | 11 de febrer de 2004 | Palomar              | NEAT                 |
| 253912 | 2004 CP13              | 11 de febrer de 2004 | Palomar              | NEAT                 |
| 253913 | 2004 CE17              | 11 de febrer de 2004 | Kitt Peak            | Spacewatch           |
| 253914 | 2004 CZ18              | 11 de febrer de 2004 | Kitt Peak            | Spacewatch           |
| 253915 | 2004 CP19              | 11 de febrer de 2004 | Kitt Peak            | Spacewatch           |
| 253916 | 2004 CB25              | 12 de febrer de 2004 | Palomar              | NEAT                 |
| 253917 | 2004 CK26              | 11 de febrer de 2004 | Kitt Peak            | Spacewatch           |
| 253918 | 2004 CN27              | 11 de febrer de 2004 | Palomar              | NEAT                 |
| 253919 | 2004 CS28              | 12 de febrer de 2004 | Kitt Peak            | Spacewatch           |
| 253920 | 2004 CH31              | 12 de febrer de 2004 | Kitt Peak            | Spacewatch           |
| 253921 | 2004 CJ52              | 14 de febrer de 2004 | Kitt Peak            | Spacewatch           |
| 253922 | 2004 CL55              | 12 de febrer de 2004 | Kitt Peak            | Spacewatch           |
| 253923 | 2004 CL58              | 10 de febrer de 2004 | Palomar              | NEAT                 |
| 253924 | 2004 CL61              | 11 de febrer de 2004 | Kitt Peak            | Spacewatch           |
| 253925 | 2004 CE64              | 13 de febrer de 2004 | Kitt Peak            | Spacewatch           |
| 253926 | 2004 CQ72              | 13 de febrer de 2004 | Kitt Peak            | Spacewatch           |
| 253927 | 2004 CK75              | 11 de febrer de 2004 | Palomar              | NEAT                 |
| 253928 | 2004 CV75              | 11 de febrer de 2004 | Kitt Peak            | Spacewatch           |
| 253929 | 2004 CN78              | 11 de febrer de 2004 | Palomar              | NEAT                 |
| 253930 | 2004 CO78              | 11 de febrer de 2004 | Palomar              | NEAT                 |
| 253931 | 2004 CQ78              | 11 de febrer de 2004 | Palomar              | NEAT                 |
| 253932 | 2004 CL80              | 11 de febrer de 2004 | Kitt Peak            | Spacewatch           |
| 253933 | 2004 CM80              | 11 de febrer de 2004 | Palomar              | NEAT                 |
| 253934 | 2004 CH82              | 12 de febrer de 2004 | Kitt Peak            | Spacewatch           |
| 253935 | 2004 CX91              | 14 de febrer de 2004 | Socorro              | LINEAR               |
| 253936 | 2004 CP93              | 11 de febrer de 2004 | Palomar              | NEAT                 |
| 253937 | 2004 CQ93              | 11 de febrer de 2004 | Palomar              | NEAT                 |
| 253938 | 2004 CE101             | 15 de febrer de 2004 | Catalina             | CSS                  |
| 253939 | 2004 CS102             | 12 de febrer de 2004 | Palomar              | NEAT                 |
| 253940 | 2004 CS108             | 15 de febrer de 2004 | Catalina             | CSS                  |
| 253941 | 2004 CH109             | 15 de febrer de 2004 | Catalina             | CSS                  |
| 253942 | 2004 CB111             | 12 de febrer de 2004 | Kitt Peak            | Spacewatch           |
| 253943 | 2004 CF111             | 14 de febrer de 2004 | Kitt Peak            | Spacewatch           |
| 253944 | 2004 CP111             | 12 de febrer de 2004 | Kitt Peak            | Spacewatch           |
| 253945 | 2004 CP127             | 13 de febrer de 2004 | Kitt Peak            | Spacewatch           |
| 253946 | 2004 DE3               | 16 de febrer de 2004 | Kitt Peak            | Spacewatch           |
| 253947 | 2004 DB4               | 16 de febrer de 2004 | Socorro              | LINEAR               |
| 253948 | 2004 DR7               | 17 de febrer de 2004 | Kitt Peak            | Spacewatch           |
| 253949 | 2004 DC15              | 17 de febrer de 2004 | Socorro              | LINEAR               |
| 253950 | 2004 DY22              | 18 de febrer de 2004 | Catalina             | CSS                  |
| 253951 | 2004 DC26              | 16 de febrer de 2004 | Socorro              | LINEAR               |
| 253952 | 2004 DD29              | 17 de febrer de 2004 | Kitt Peak            | Spacewatch           |
| 253953 | 2004 DY33              | 18 de febrer de 2004 | Catalina             | CSS                  |
| 253954 | 2004 DP35              | 19 de febrer de 2004 | Socorro              | LINEAR               |
| 253955 | 2004 DZ35              | 19 de febrer de 2004 | Socorro              | LINEAR               |
| 253956 | 2004 DB38              | 19 de febrer de 2004 | Socorro              | LINEAR               |
| 253957 | 2004 DP38              | 20 de febrer de 2004 | Haleakala            | NEAT                 |
| 253958 | 2004 DF41              | 18 de febrer de 2004 | Haleakala            | NEAT                 |
| 253959 | 2004 DR42              | 19 de febrer de 2004 | Socorro              | LINEAR               |
| 253960 | 2004 DK44              | 25 de febrer de 2004 | Desert Eagle         | W. K. Y. Yeung       |
| 253961 | 2004 DN45              | 16 de febrer de 2004 | Socorro              | LINEAR               |
| 253962 | 2004 DO47              | 19 de febrer de 2004 | Socorro              | LINEAR               |
| 253963 | 2004 DN50              | 23 de febrer de 2004 | Socorro              | LINEAR               |
| 253964 | 2004 DS50              | 23 de febrer de 2004 | Socorro              | LINEAR               |
| 253965 | 2004 DR54              | 22 de febrer de 2004 | Kitt Peak            | Spacewatch           |
| 253966 | 2004 DQ59              | 25 de febrer de 2004 | Socorro              | LINEAR               |
| 253967 | 2004 DT79              | 16 de febrer de 2004 | Kitt Peak            | Spacewatch           |
| 253968 | 2004 DF80              | 17 de febrer de 2004 | Catalina             | CSS                  |
| 253969 | 2004 EF2               | 12 de març de 2004   | Palomar              | NEAT                 |
| 253970 | 2004 EX4               | 11 de març de 2004   | Palomar              | NEAT                 |
| 253971 | 2004 EM10              | 15 de març de 2004   | Socorro              | LINEAR               |
| 253972 | 2004 EJ14              | 11 de març de 2004   | Palomar              | NEAT                 |
| 253973 | 2004 EN15              | 12 de març de 2004   | Palomar              | NEAT                 |
| 253974 | 2004 EY19              | 14 de març de 2004   | Kitt Peak            | Spacewatch           |
| 253975 | 2004 EO22              | 15 de març de 2004   | Campo Imperatore     | CINEOS               |
| 253976 | 2004 EU23              | 15 de març de 2004   | Socorro              | LINEAR               |
| 253977 | 2004 ES25              | 13 de març de 2004   | Palomar              | NEAT                 |
| 253978 | 2004 ED28              | 15 de març de 2004   | Kitt Peak            | Spacewatch           |
| 253979 | 2004 EA32              | 14 de març de 2004   | Palomar              | NEAT                 |
| 253980 | 2004 EG33              | 15 de març de 2004   | Kitt Peak            | Spacewatch           |
| 253981 | 2004 ER39              | 15 de març de 2004   | Kitt Peak            | Spacewatch           |
| 253982 | 2004 EU39              | 15 de març de 2004   | Catalina             | CSS                  |
| 253983 | 2004 EA43              | 15 de març de 2004   | Catalina             | CSS                  |
| 253984 | 2004 EN43              | 15 de març de 2004   | Palomar              | NEAT                 |
| 253985 | 2004 EC54              | 15 de març de 2004   | Campo Imperatore     | CINEOS               |
| 253986 | 2004 EW56              | 15 de març de 2004   | Palomar              | NEAT                 |
| 253987 | 2004 EE57              | 15 de març de 2004   | Palomar              | NEAT                 |
| 253988 | 2004 EY58              | 15 de març de 2004   | Palomar              | NEAT                 |
| 253989 | 2004 EL59              | 15 de març de 2004   | Palomar              | NEAT                 |
| 253990 | 2004 EQ61              | 12 de març de 2004   | Palomar              | NEAT                 |
| 253991 | 2004 EZ61              | 12 de març de 2004   | Palomar              | NEAT                 |
| 253992 | 2004 EC62              | 12 de març de 2004   | Palomar              | NEAT                 |
| 253993 | 2004 EB64              | 13 de març de 2004   | Palomar              | NEAT                 |
| 253994 | 2004 EP67              | 15 de març de 2004   | Kitt Peak            | Spacewatch           |
| 253995 | 2004 EO77              | 15 de març de 2004   | Socorro              | LINEAR               |
| 253996 | 2004 ES78              | 15 de març de 2004   | Catalina             | CSS                  |
| 253997 | 2004 EV78              | 15 de març de 2004   | Kitt Peak            | Spacewatch           |
| 253998 | 2004 EU93              | 15 de març de 2004   | Socorro              | LINEAR               |
| 253999 | 2004 EY95              | 4 de març de 2004    | Siding Spring        | Siding Spring Survey |
| 254000 | 2004 EB96              | 15 de març de 2004   | Catalina             | CSS                  |